# Liste starker Verben (deutsche Sprache)
Dies ist eine Liste der neuhochdeutschen starken Verben, das heißt jener, deren Formen sich zum Teil im Stammvokal voneinander unterscheiden (vgl. Ablaut).
Die grobe Einteilung erfolgt nach dem Muster der historischen Ablautklassen, die jedoch in die heute vorhandenen Subklassen untergliedert werden.

## Einführung
Es werden jeweils vier Stammformen angegeben:
1. Infinitiv Präsens, gleicher Stamm wie:
  - Partizip I
  - Konjunktiv I
  - 1. Person Singular & 1./2./3. Person Plural Indikativ
  - 2. Person Singular Imperativ Präsens (außer in der 2.–5. Ablautklasse)
  - 2. Person Plural Imperativ Präsens
2. 3. Person Singular Indikativ Präsens, gleicher Stamm wie:
  - 2. Person Singular Indikativ Präsens
  - 2. Person Singular Imperativ Präsens (in der 2.–5. Ablautklasse)
3. 1./3. Person Singular Indikativ Präteritum, gleicher Stamm wie:
  - im ganzen Präteritum
  - im Konjunktiv II wenn möglich mit umgelautetem Vokal, auch bei den schwer einzuordnenden Verben im letzten Teil der Liste; bei eindeutig schwachen Verben wird nicht umgelautet; vor dem Dentalsuffix -t- kann im Konjunktiv ein -e- eingeschoben werden
4. Partizip II

Die folgende Tabelle zeigt, welcher der aufgeführten Stämme (1–4) welcher Verbform zur Bildung zugrunde liegt. Fett dargestellt sind die unten angegebenen Formen:
| Infinitiv | Tempus     | Partizip | Modus      | Singular | Singular | Singular | Plural | Plural | Plural |
| Infinitiv | Tempus     | Partizip | Modus      | 1.       | 2.       | 3.       | 1.     | 2.     | 3.     |
| --------- | ---------- | -------- | ---------- | -------- | -------- | -------- | ------ | ------ | ------ |
| 1         | Präsens    | 1        | Indikativ  | 1        | 2        | 2        | 1      | 1      | 1      |
| 1         | Präsens    | 1        | Konjunktiv | 1        | 1        | 1        | 1      | 1      | 1      |
| 1         | Präsens    | 1        | Imperativ  | 1 (2)    | 1 (2)    | 1 (2)    | 1      | 1      | 1      |
| 1         | Präteritum | 4        | Indikativ  | 3        | 3        | 3        | 3      | 3      | 3      |
| 1         | Präteritum | 4        | Konjunktiv | 3̈        | 3̈        | 3̈        | 3̈      | 3̈      | 3̈      |

Abweichende Bildungen werden zusätzlich aufgeführt, nicht aufgeführt werden jedoch für gewöhnlich Formen, die sich nur durch ein -e- oder -et in einer unbetonten Silbe unterscheiden, z. B. gehen/gehn, flicht/flichtet; im Allgemeinen gilt die Regel, dass bei Verbformen mit vom Infinitiv abweichendem Stammvokal ein -e- in der letzten Silbe immer fortgelassen bzw. eingeschoben werden kann, wenn nicht das Dentalsuffix darauf folgt: schleußet/schleußt, lädst/lädest; wenn dieses -e- zwischen zwei -s- oder zwischen -ß- und -s- steht, so wird bei einer solchen Wegnahme der zweite dieser Konsonanten unterdrückt: liesest/liest, stößest/stößt; der Infinitiv und das starke Partizip II können (außer bei tun und sein) immer auf silbisches -en bzw. -et ausgehen: stehn/stehen, verderbt/verderbet; in dichterischer Sprache sind weitere Kürzungen oder Einschübe möglich.
Verbformen in eckigen Klammern markieren Formen, die vom Bildungsschema abweichen (meistens schwache Bildungen). Beachte, dass in den folgenden Listen einige Wörter enthalten sind, die vom Standarddeutschen abweichen.

## 1. Ablautklasse:ei - i(e) - i(e)

### ei - ie - ie
| Präfixbildungen ein-/ausblenden |

| Infinitiv Präsens   | Infinitiv Präsens | 3. Pers. Sg. Ind. Präs.        | 1./3. Pers. Sg. Ind. Prät.            | Partizip II                                           | Kommentar, Bedeutung                                          |
| ------------------- | --- | ------------------------------ | ------------------------------------- | ----------------------------------------------------- | ------------------------------------------------------------- |
| bleiben             | bleiben | bleibt                         | blieb                                 | geblieben/(veralt.: blieben)                          |                                                               |
|                     | unterbleiben ebenso: verbleiben | unterbleibt                    | unterblieb                            | unterblieben                                          |                                                               |
|                     | aufbleiben ebenso: ab‑, an‑, aus‑, beisammen‑, da‑, dabei‑, daran‑, darauf‑, darin‑, dran‑, drauf‑, drin‑, fern‑, fort‑, liegen‑, über‑, weg‑, zu‑, zurück‑, zusammenbleiben | bleibt auf                     | blieb auf                             | aufgeblieben                                          |                                                               |
| gedeihen            | gedeihen | gedeiht                        | gedieh                                | gediehen                                              | ehemals mit grammatischem Wechsel: noch als Adj.: gediegen    |
|                     | angedeihen | gedeiht an                     | gedieh an                             | angediehen                                            |                                                               |
| leihen              | leihen | leiht                          | lieh                                  | geliehen                                              |                                                               |
|                     | beleihen ebenso: ent‑, verleihen | beleiht                        | belieh                                | beliehen                                              |                                                               |
|                     | ausleihen | leiht aus                      | lieh aus                              | ausgeliehen                                           |                                                               |
| meiden              | meiden | meidet                         | mied                                  | gemieden                                              |                                                               |
|                     | vermeiden | vermeidet                      | vermied                               | vermieden                                             |                                                               |
| preisen             | preisen | preist                         | pries/(veralt.: [preiste])            | gepriesen/(veralt.: [gepreist])                       |                                                               |
|                     | anpreisen ebenso: hochpreisen | preist an                      | pries an                              | angepriesen                                           |                                                               |
|                     | lobpreisen | (ungew.: lobpreist/preist lob) | (ungew.: [lobpreiste]/pries lob)      | [gelobpreist]/lobgepriesen                            |                                                               |
| reiben              | reiben | reibt                          | rieb                                  | gerieben                                              |                                                               |
|                     | bereiben ebenso: ver‑, zerreiben | bereibt                        | berieb                                | berieben                                              |                                                               |
|                     | abreiben ebenso: auf‑, darein‑, darüber‑, drein‑, drüber‑, durch‑, ein‑, nach‑, rein‑, trocken‑, vorbeireiben | reibt ab                       | rieb ab                               | abgerieben                                            |                                                               |
| reihen              | reihen | reiht                          | rieh                                  | geriehen                                              | ‚bestimmte Art zu nähen‘                                      |
| scheiden            | scheiden | scheidet                       | schied                                | geschieden                                            | eigentl. mit ehemaliger Perfektreduplikation, siehe 7. Klasse |
|                     | bescheiden ebenso: ent‑, unter‑, verscheiden (noch als Adj.: bescheiden) | bescheidet                     | beschied                              | beschieden                                            |                                                               |
|                     | abscheiden ebenso: aus‑, dahin‑, hinscheiden | scheidet ab                    | schied ab                             | abgeschieden                                          |                                                               |
| scheinen            | scheinen | scheint                        | schien/(selten: [scheinte])           | geschienen/(selten: [gescheint])                      |                                                               |
|                     | bescheinen ebenso: erscheinen | bescheint                      | beschien                              | beschienen                                            |                                                               |
|                     | aufscheinen ebenso: darauf‑, darein‑, drauf‑, drein‑, durch‑, herab‑, herauf‑, rauf‑, reinscheinen | scheint auf                    | schien auf                            | aufgeschienen                                         |                                                               |
| [schneen]/ schneien | [schneen]/ schneien | [schneet]/ schneit             | schnie/ [schneete]/ [schneite]        | [geschneet]/ [geschneit]/ geschnien                   |                                                               |
|                     | beschneien/ [beschneen] ebenso: [verschneen]/ -schneien | [beschneet]/ beschneit         | beschnie/ [beschneete]/ [beschneite]  | [beschneet]/ [beschneit]/ beschnien                   |                                                               |
|                     | [hereinschneen]/ hereinschneien ebenso: [reinschneen]/ -schneien | [schneet]/ schneit herein      | schnie/ [schneete]/ [schneite] herein | [hereingeschneet]/ [hereingeschneit]/ hereingeschnien |                                                               |
| schreiben           | schreiben | schreibt                       | schrieb                               | geschrieben                                           |                                                               |
|                     | beschreiben ebenso: über‑, um‑, unter‑, verschreiben | beschreibt                     | beschrieb                             | beschrieben                                           |                                                               |
|                     | abschreiben ebenso: an‑, auf‑, aus‑, daher‑, daneben‑, darauf‑, darein‑, darüber‑, darunter‑, dazu‑, drauf‑, drein‑, drüber‑, drunter‑, ein‑, groß‑, gut‑, heraus‑, hin‑, klein‑, krank‑, mit‑, nach‑, nieder‑, raus‑, rein‑, schön‑, um‑, untereinander-, voll‑, vor‑, weiter‑, zu‑, zurück‑, zusammenschreiben                         | schreibt ab                    | schrieb ab                            | abgeschrieben                                         |                                                               |
| schreien            | schreien | schreit                        | schrie                                | geschrien                                             |                                                               |
|                     | beschreien ebenso: verschreien | beschreit                      | beschrie                              | beschrien                                             |                                                               |
|                     | anschreien ebenso: auf‑, aus‑, darein‑, drein‑, entgegen‑, herab‑, herauf‑, heraus‑, herein‑, herum‑, herunter‑, hinaus‑, los‑, nieder‑, rauf‑, raus‑, rein‑, rum‑, runter‑, zurück‑, zusammenschreien | schreit an                     | schrie an                             | angeschrien                                           |                                                               |
| schweigen           | schweigen | schweigt                       | schwieg                               | geschwiegen                                           |                                                               |
|                     | geschweigen ebenso: verschweigen | geschweigt                     | geschwieg                             | geschwiegen                                           |                                                               |
|                     | (sich) ausschweigen ebenso: still‑, totschweigen | schweigt (sich) aus            | schwieg (sich) aus                    | ausgeschwiegen                                        |                                                               |
|                     | aber faktitiv schwach:[schweigen]/[geschweigen] | [schweigt]/[geschweigt]        | [schweigte]/[geschweigte]             | [geschweigt]                                          |                                                               |
| speien              | speien | speit                          | spie/[speite]                         | gespien/[gespeit]                                     |                                                               |
|                     | verspeien ebenso: bespeien | verspeit                       | verspie/[verspeite]                   | verspien/[verspeit]                                   |                                                               |
|                     | anspeien ebenso: aus‑, darein‑, drein‑, herein‑, hinein‑, reinspeien | speit an                       | spie/[speite] an                      | angespien/[angespeit]                                 |                                                               |
| speisen             | speisen | speist                         | spies/[speiste]                       | [gespeist]/gespiesen                                  |                                                               |
|                     | verspeisen | verspeist                      | verspies/[verspeiste]                 | [verspeist]/verspiesen                                |                                                               |
|                     | abspeisen ebenso: einspeisen | speist ab                      | spies ab/[speiste ab]                 | [abgespeist]/abgespiesen                              |                                                               |
| steigen             | steigen | steigt                         | stieg                                 | gestiegen                                             |                                                               |
|                     | besteigen ebenso: ent‑, über‑, (sich) versteigen | besteigt                       | bestieg                               | bestiegen                                             |                                                               |
|                     | absteigen ebenso: an‑, auf‑, aus‑, darein‑, darüber‑, darunter‑, drein‑, drüber‑, drunter‑, ein‑, empor‑, entgegen‑, herab‑, herauf‑, heraus‑, herum‑, herunter‑, hervor‑, hinab‑, hinan‑, hinauf‑, hinaus‑, hinunter‑, hinweg-, hoch‑, nach‑, rauf‑, raus‑, rum‑, runter‑, um‑, zu‑, zurücksteigen                                      | steigt ab                      | stieg ab                              | abgestiegen                                           |                                                               |
| treiben             | treiben | treibt                         | trieb                                 | getrieben                                             |                                                               |
|                     | betreiben ebenso: durch‑, hinter‑, über‑, unter‑, vertreiben | betreibt                       | betrieb                               | betrieben                                             |                                                               |
|                     | abtreiben ebenso: an‑, auf‑, aus‑, dahin‑, davon‑, durch‑, ein‑, entgegen‑, fort‑, her‑, herab‑, herauf‑, heraus‑, herbei‑, herum‑, herunter‑, hervor‑, hin‑, hinab‑, hinan‑, hinauf‑, hinaus‑, hinunter‑, hoch‑, rauf‑, raus‑, rein‑, rum‑, runter‑, um‑, vor‑, voran‑, vorbei‑, vorüber‑, weg‑, weiter‑, zu‑, zurück‑, zusammentreiben | treibt ab                      | trieb ab                              | abgetrieben                                           |                                                               |
| weisen              | weisen | weist                          | wies/(veralt.: [weiste])              | gewiesen/(veralt.: [geweist])                         |                                                               |
|                     | beweisen ebenso: er‑, über‑, unter‑, verweisen | beweist                        | bewies                                | bewiesen                                              |                                                               |
|                     | abweisen ebenso: an‑, auf‑, aus‑, dahin‑, dorthin‑, ein‑, fort‑, her‑, hierher‑, hin‑, nach‑, vor‑, weg‑, weiter‑, zu‑, zurecht‑, zurückweisen | weist ab                       | wies ab                               | abgewiesen                                            |                                                               |
| zeihen              | zeihen | zeiht                          | zieh/[zeihte]                         | geziehen                                              | ehemals mit grammatischem Wechsel                             |
|                     | bezeihen ebenso: verzeihen | bezeiht                        | bezieh/[bezeihte]                     | beziehen                                              |                                                               |

### ei/ö - i - i
| Infinitiv Präsens  | Infinitiv Präsens | 3. Pers. Sg. Ind. Präs. | 1./3. Pers. Sg. Ind. Prät.  | Partizip II                      | Kommentar, Bedeutung                                             |
| ------------------ | --- | ----------------------- | --------------------------- | -------------------------------- | ---------------------------------------------------------------- |
| beißen             | beißen | beißt                   | biss                        | gebissen                         |                                                                  |
|                    | verbeißen ebenso: zerbeißen | verbeißt                | verbiss                     | verbissen                        |                                                                  |
|                    | abbeißen ebenso: an‑, auf‑, aus‑, darauf‑, darein‑, drauf‑, drein‑, durch‑, fest‑, heraus‑, herum‑, hinein‑, los‑, raus‑, rein‑, rum‑, tot‑, zu‑, zurück‑, zusammenbeißen | beißt ab                | biss ab                     | abgebissen                       |                                                                  |
| bleichen           | bleichen | bleicht                 | blich                       | geblichen                        |                                                                  |
|                    | erbleichen ebenso: verbleichen | erbleicht               | erblich                     | erblichen                        |                                                                  |
|                    | abbleichen | bleicht ab              | blich ab                    | abgeblichen                      |                                                                  |
|                    | aber schwach: [bleichen] | [bleicht]               | [bleichte]                  | [gebleicht]                      | Faktitiv: ‚bleich machen‘                                        |
|                    | [ausbleichen] | [bleicht aus]           | [bleichte aus]              | [ausgebleicht]                   |                                                                  |
| gleichen           | gleichen | gleicht                 | glich/(veralt.: [gleichte]) | geglichen/(veralt.: [gegleicht]) | Intransitiv                                                      |
|                    | begleichen ebenso: vergleichen | begleicht               | beglich                     | beglichen                        |                                                                  |
|                    | abgleichen ebenso: an‑, ausgleichen | gleicht ab              | glich ab                    | abgeglichen                      |                                                                  |
|                    | aber faktitiv (‚gleich machen‘, v. a. handwerklich) meist schwach: [gleichen] | [gleicht]               | [gleichte]                  | [gegleicht]                      |                                                                  |
| gleiten            | gleiten | gleitet                 | glitt/[gleitete]            | geglitten/[gegleitet]            |                                                                  |
|                    | entgleiten | entgleitet              | entglitt/[entgleitete]      | entglitten/[entgleitet]          |                                                                  |
|                    | abgleiten ebenso: aus‑, dahin‑, herab‑, hinabgleiten | gleitet ab              | glitt/[gleitete] ab         | abgeglitten/[abgegleitet]        |                                                                  |
| greifen            | greifen | greift                  | griff                       | gegriffen                        |                                                                  |
|                    | begreifen ebenso: er‑, um‑, (sich) vergreifen | begreift                | begriff                     | begriffen                        |                                                                  |
|                    | abgreifen ebenso: an‑, auf‑, aus‑, daneben‑, darein‑, drein‑, durch‑, ein‑, fehl‑, herab‑, herauf‑, heraus‑, hin‑, hinab‑, hinauf‑, hinaus‑, hinein‑, ineinander-, über‑, vor‑, zu‑, zurückgreifen | greift ab               | griff ab                    | abgegriffen                      |                                                                  |
|                    | missgreifen | missgreift              | missgriff                   | missgriffen                      |                                                                  |
| keifen             | keifen | keift                   | kiff/kief/[keifte]          | [gekeift]/gekiffen/gekiefen      |                                                                  |
|                    | abkeifen | keift ab                | kiff/[keifte ab]            | [abgekeift]/abgekiffen           |                                                                  |
| kneifen            | kneifen | kneift                  | kniff                       | gekniffen                        |                                                                  |
|                    | verkneifen | verkneift               | verkniff                    | verkniffen                       |                                                                  |
|                    | abkneifen ebenso: darein‑, drein‑, hinein‑, rein‑, zu‑, zusammenkneifen | kneift ab               | kniff ab                    | abgekniffen                      |                                                                  |
| kneipen            | kneipen | kneipt                  | knipp/[kneipte]             | geknippen/[gekneipt]             |                                                                  |
|                    | abkneipen ebenso: darein‑, drein‑, hinein‑, rein‑, zusammenkneipen | kneipt ab               | knipp/[kneipte] ab          | abgeknippen/[abgekneipt]         |                                                                  |
| kreißen            | kreißen | kreißt                  | kriss/[kreißte]             | [gekreißt]/(veralt.: gekrissen)  |                                                                  |
| kröschen/kreischen | kröschen/kreischen | kröscht/kreischt        | krisch/[kreischte]          | gekrischen/[gekreischt]          |                                                                  |
|                    | aber faktitiv nur schwach: [kröschen]/[kreischen] | [kröscht]/[kreischt]    | [kröschte]/[kreischte]      | [gekröscht]/[gekreischt]         |                                                                  |
|                    | [abkröschen]/[abkreischen] | [kröscht]/[kreischt ab] | [kröschte]/[kreischte ab]   | [abgekröscht]/[abgekreischt]     |                                                                  |
| leiden             | leiden | leidet                  | litt                        | gelitten                         | mit grammatischem Wechsel                                        |
|                    | durchleiden ebenso: erleiden | durchleidet             | durchlitt                   | durchlitten                      |                                                                  |
|                    | mitleiden | leidet mit              | litt mit                    | mitgelitten                      |                                                                  |
|                    | aber schwach: [verleiden] | [verleidet]             | [verleidete]                | [verleidet]                      |                                                                  |
| pfeifen            | pfeifen | pfeift                  | pfiff/(vereinz.: [pfeifte]) | gepfiffen/(vereinz.: [gepfeift]) |                                                                  |
|                    | verpfeifen | verpfeift               | verpfiff                    | verpfiffen                       |                                                                  |
|                    | abpfeifen ebenso: an‑, aus‑, los‑, mit‑, nach‑, zurück‑, zusammenpfeifen | pfeift ab               | pfiff ab                    | abgepfiffen                      |                                                                  |
| reißen             | reißen | reißt                   | riss                        | gerissen                         |                                                                  |
|                    | entreißen ebenso: über‑, um‑, ver‑, zerreißen | entreißt                | entriss                     | entrissen                        |                                                                  |
|                    | abreißen ebenso: an‑, auf‑, aus‑, auseinander‑, darein‑, drein‑, ein‑, entzwei‑, fort‑, herab‑, heraus‑, herein‑, herüber‑, herum‑, herunter‑, hin‑, hinab‑, hinaus‑, hinein‑, hinüber‑, hinunter‑, hoch‑, los‑, mit‑, nieder‑, raus‑, rein‑, rüber‑, rum‑, runter‑, um‑, weg‑, zurück‑, zusammenreißen | reißt ab                | riss ab                     | abgerissen                       |                                                                  |
| reiten             | reiten | reitet                  | ritt                        | geritten                         |                                                                  |
|                    | abreiten ebenso: aus‑, dagegen‑, daher‑, dahin‑, darüber‑, davon‑, drüber‑, entgegen‑, fort‑, her‑, herab‑, heran‑, herauf‑, heraus‑, herbei‑, herein‑, herüber‑, herum‑, herunter‑, hervor‑, heim‑, hin‑, hinab‑, hinan‑, hinauf‑, hinaus‑, hinein‑, hinüber‑, hinunter‑, hinzu‑, hoch‑, los‑, mit‑, nach‑, ran‑, rauf‑, raus‑, rein‑, rüber‑, rum‑, runter‑, umher‑, vor‑, vorbei‑, weg‑, weiter‑, zu‑, zurückreiten | reitet ab               | ritt ab                     | abgeritten                       |                                                                  |
| scheißen           | scheißen | scheißt                 | schiss                      | geschissen                       |                                                                  |
|                    | bescheißen ebenso: verscheißen | bescheißt               | beschiss                    | beschissen                       |                                                                  |
|                    | abbescheißen | bescheißt ab            | beschiss ab                 | abbeschissen                     |                                                                  |
|                    | anscheißen ebenso: aus‑, hin‑, voll‑, zusammenscheißen | scheißt an              | schiss an                   | angeschissen                     |                                                                  |
| schleichen         | schleichen | schleicht               | schlich                     | geschlichen                      |                                                                  |
|                    | beschleichen ebenso: er‑, umschleichen | beschleicht             | beschlich                   | beschlichen                      |                                                                  |
|                    | (sich) anschleichen ebenso: dahin‑, davon‑, ein‑, entgegen‑, heran‑, heraus‑, herein‑, herum‑, hinaus‑, hinein‑, nach‑, ran‑, raus‑, rein‑, rum‑, umher‑, wegschleichen | schleicht (sich) an     | schlich (sich) an           | angeschlichen                    |                                                                  |
| schleifen          | schleifen | schleift                | schliff                     | geschliffen                      |                                                                  |
|                    | verschleifen | verschleift             | verschliff                  | verschliffen                     |                                                                  |
|                    | abschleifen ebenso: ein‑, fein‑, nachschleifen | schleift                | schliff ab                  | abgeschliffen                    |                                                                  |
| schleißen          | schleißen | schleißt                | schliss                     | geschlissen                      | Intransitiv                                                      |
|                    | verschleißen ebenso: zerschleißen | verschleißt             | verschliss                  | verschlissen                     | Intransitiv                                                      |
|                    | aber: [schleißen] | [schleißt]              | [schleißte]/schliss         | [geschleißt]/geschlissen         | Faktitiv                                                         |
| schmeißen          | schmeißen | schmeißt                | schmiss                     | geschmissen                      | auch in der Bedeutung ‚scheißen‘, vgl. unten                     |
|                    | beschmeißen ebenso: zerschmeißen | beschmeißt              | beschmiss                   | beschmissen                      |                                                                  |
|                    | anschmeißen ebenso: dagegen‑, ein‑, entgegen‑, herauf‑, herein‑, heraus‑, hin‑, hinauf‑, hinaus‑, hinein‑, nach‑, rauf‑, raus‑, rein‑, um‑, weg‑, zurück‑, zusammenschmeißen | schmeißt an             | schmiss an                  | angeschmissen                    |                                                                  |
|                    | aber schwach: [schmeißen] | [schmeißt]              | [schmiss]                   | [geschmissen]                    | von Insekten: ‚Eier legen‘, vom Wilde jägerspr. auch: ‚scheißen‘ |
| schneiden          | schneiden | schneidet               | schnitt                     | geschnitten                      | mit grammatischem Wechsel                                        |
|                    | beschneiden ebenso: durch‑, über‑, unter‑, ver‑, zerschneiden | beschneidet             | beschnitt                   | beschnitten                      |                                                                  |
|                    | abschneiden ebenso: an‑, auf‑, aus‑, auseinander‑, darein‑, drein‑, durch‑, ein‑, entzwei‑, fort‑, heraus‑, klein‑, mit‑, raus‑, rein‑, weg‑, zu‑, zurecht‑, zurückschneiden | schneidet ab            | schnitt ab                  | abgeschnitten                    |                                                                  |
| schreiten          | schreiten | schreitet               | schritt                     | geschritten                      |                                                                  |
|                    | beschreiten ebenso: durch‑, über‑, um‑, unterschreiten | beschreitet             | beschritt                   | beschritten                      |                                                                  |
|                    | abschreiten ebenso: aus‑, dahin‑, daraus‑, darein‑, davon‑, dazu‑, draus‑, drein‑, ein‑, einher‑, fort‑, her‑, herab‑, heran‑, herauf‑, heraus‑, herbei‑, herein‑, herzu‑, hin‑, hinab‑, hinan‑, hinauf‑, hinaus‑, hinzu‑, hinein‑, ran‑, rauf‑, raus‑, rein‑, umherschreiten | schreitet ab            | schritt ab                  | abgeschritten                    |                                                                  |
| spleißen           | spleißen | spleißt                 | spliss                      | gesplissen                       | bes. norddeutsch, veraltend                                      |
|                    | zerspleißen | zerspleißt              | zerspliss                   | zersplissen                      |                                                                  |
|                    | abspleißen ebenso: entzweispleißen | spleißt ab              | spliss ab                   | abgesplissen                     |                                                                  |
| streichen          | streichen | streicht                | strich                      | gestrichen                       |                                                                  |
|                    | bestreichen ebenso: über‑, um‑, unter‑, verstreichen | bestreicht              | bestrich                    | bestrichen                       |                                                                  |
|                    | abstreichen ebenso: an‑, auf‑, aus‑, dahin‑, daran‑, darauf‑, daraus‑, darüber‑, darunter‑, dran‑, drauf‑, draus‑, drüber‑, drunter‑, durch‑, ein‑, heraus‑, herum‑, hin‑, hinaus‑, raus‑, rum‑, über‑, umher‑, vorbei‑, weg‑, zu‑, zusammenstreichen | streicht ab             | strich ab                   | abgestrichen                     |                                                                  |
| streiten           | streiten | streitet                | stritt                      | gestritten                       |                                                                  |
|                    | bestreiten ebenso: er‑, um‑, wider‑, (sich) zerstreiten | bestreitet              | bestritt                    | bestritten                       |                                                                  |
|                    | abstreiten | streitet ab             | stritt ab                   | abgestritten                     |                                                                  |
| weichen            | weichen | weicht                  | wich                        | gewichen                         |                                                                  |
|                    | entweichen | entweicht               | entwich                     | entwichen                        |                                                                  |
|                    | abweichen ebenso: aus‑, fort‑, weg‑, zurückweichen | weicht ab               | wich ab                     | abgewichen                       |                                                                  |

## 2. Ablautklasse:äu/eu - o - o

### äu/eu - ō - ō
| Infinitiv Präsens         | Infinitiv Präsens | 3. Pers. Sg. Ind. Präs.             | 1./3. Pers. Sg. Ind. Prät. | Partizip II         | Kommentar, Bedeutung                                                                                            |
| ------------------------- | --- | ----------------------------------- | -------------------------- | ------------------- | --- |
| biegen                    | biegen | [biegt]                             | bog                        | gebogen             | |
|                           | verbiegen | [verbiegt]                          | verbog                     | verbogen            | |
|                           | abbiegen ebenso: bei‑, durch‑, ein‑, her‑, herab‑, heran‑, herauf‑, heraus‑, herein‑, herum‑, herunter‑, hin‑, hinab‑, hinauf‑, hinaus‑, hinein‑, hinunter‑, ran‑, rauf‑, raus‑, rein‑, rum‑, runter‑, um‑, weg‑, zurecht‑, zurück‑, zusammenbiegen | [biegt] ab                          | bog ab                     | abgebogen           | |
| bieten                    | bieten | beut/[bietet]                       | bot                        | geboten             | |
|                           | entbieten ebenso: ge‑, über‑, unter‑, verbieten, veraltend: anerbieten | entbeut/[entbietet]                 | entbot                     | entboten            | |
|                           | anbieten ebenso: auf‑, aus‑, dagegen‑, dar‑, feil‑, mitbieten | beut/[bietet] an                    | bot an                     | angeboten           | |
|                           | aber: [erbeuten] | [erbeutet]                          | [erbeutet]                 | [erbeutet]          | |
|                           | [ausbeuten] | [er beutet aus]                     | [beutete aus]              | [ausgebeutet]       | |
| fliegen                   | fliegen | fleugt (fälschl.: fleucht)/[fliegt] | flog                       | geflogen            | In der Redewendung ‚alles, was da kreucht und fleucht‘ findet sich eine verbreitete fälschliche Form von fleugt |
|                           | befliegen ebenso: durch‑, ent‑, über‑, um‑, unter‑, verfliegen | befleugt/befleucht/[entfliegt]      | beflog                     | beflogen            | |
|                           | abfliegen ebenso: an‑, auf‑, aus‑, auseinander‑, dagegen‑, daher‑, dahin‑, daraus‑, darein‑, darüber‑, davon‑, draus‑, drein‑, drüber‑, ein‑, entgegen‑, fort‑, her‑, herab‑, heran‑, herauf‑, heraus‑, herbei‑, herein‑, herüber‑, herum‑, herunter‑, heim‑, hin‑, hinab‑, hinauf‑, hinaus‑, hinzu‑, hinein‑, hinüber‑, hinunter‑, hoch‑, los‑, mit‑, nach‑, ran‑, rauf‑, raus‑, rein‑, rüber‑, rum‑, runter‑, umher‑, vorbei‑, weg‑, weiter‑, zu‑, zurückfliegen | fleugt/fleucht/[fliegt] ab          | flog ab                    | abgeflogen          | |
| fliehen                   | fliehen | fleucht/[flieht]                    | floh                       | geflohen            | |
|                           | entfliehen | entfleucht/[entflieht]              | entfloh                    | entflohen           | |
| frieren                   | frieren | freuert/[friert]                    | fror                       | gefroren            | ehemals mit grammatischem Wechsel                                                                               |
|                           | erfrieren ebenso: durch‑, ge‑, über‑, verfrieren | erfreuert/[erfriert]                | erfror                     | erfroren            | |
|                           | abfrieren ebenso: an‑, ein‑, fest‑, zufrieren | freuert/[friert] ab                 | fror ab                    | abgefroren          | |
| klieben                   | klieben | [kliebt]                            | klob                       | gekloben            | österreichisch, süddeutsch                                                                                      |
| (veralt.: kiesen)         | (veralt.: kiesen) | [kiest]                             | kor                        | gekoren             | mit grammatischem Wechsel                                                                                       |
|                           | erkiesen | (veralt.: [erkiest])                | erkor                      | erkoren             | |
|                           | (veralt.: auserkiesen) | (veralt.: erkiest aus)              | (veralt.: erkor aus)       | auserkoren          | |
| verlieren                 | verlieren | [verliert]                          | verlor                     | verloren            | ehemals mit grammatischem Wechsel                                                                               |
| lügen/(veralt.: liegen)   | lügen/(veralt.: liegen) | leugt/[lügt]                        | log                        | gelogen             | |
|                           | belügen ebenso: erlügen | beleugt/[belügt]                    | belog                      | belogen             | |
|                           | anlügen ebenso: vorlügen | leugt/[lügt] an                     | log an                     | angelogen           | |
| schieben                  | schieben | [schiebt]                           | schob                      | geschoben           | |
|                           | überschieben ebenso: verschieben | [überschiebt]                       | überschob                  | überschoben         | |
|                           | abschieben ebenso: an‑, auf‑, aneinander‑, auseinander‑, dagegen‑, darauf‑, darein‑, darüber‑, darunter‑, davor‑, drauf‑, drein‑, drüber‑, drunter‑, durch‑, ein‑, fort‑, her‑, herab‑, heran‑, herauf‑, heraus‑, herein‑, herüber‑, herum‑, herunter‑, hervor‑, hin‑, hinab‑, hinan‑, hinauf‑, hinaus‑, hinein‑, hinüber‑, hinunter‑, hoch‑, ineinander-, nach‑, ran‑, rauf‑, raus‑, rein‑, rüber‑, rum‑, runter‑, unter‑, vor‑, vorbei‑, weg‑, weiter‑, zu‑, zurück‑, zusammenschieben                                                                                             | [schiebt] ab                        | schob ab                   | abgeschoben         | |
| stieben                   | stieben | [stiebt]                            | stob                       | gestoben            | |
|                           | verstieben ebenso: zerstieben | [verstiebt]                         | verstob                    | verstoben           | |
|                           | auseinanderstieben | [stiebt] auseinander                | stob auseinander           | auseinandergestoben | |
| trügen/(veralt.: triegen) | trügen/(veralt.: triegen) | treugt/[trügt]/(veralt.: triegt)    | trog                       | getrogen            | |
|                           | betrügen ebenso: ertrügen | betreugt/[betrügt]                  | betrog                     | betrogen            | |
|                           | abbetrügen | betreugt/[betrügt] ab               | betrog ab                  | abbetrogen          | |
| ziehen                    | ziehen | zeucht/[zieht]                      | zog                        | gezogen             | mit grammatischem Wechsel                                                                                       |
|                           | beziehen ebenso: durch‑, ent‑, er‑, hinter‑, über‑, unter‑, ver‑, vollziehen | bezeucht/[bezieht]                  | bezog                      | bezogen             | |
|                           | abziehen ebenso: an‑, auf‑, aus‑, bei‑, dahin‑, daran‑, darauf‑, daraus‑, darein‑, darüber‑, darunter‑, davon‑, dran‑, drauf‑, draus‑, drein‑, drüber‑, drunter‑, durch‑, ein‑, entlang‑, fest‑, fort‑, gleich‑, groß‑, her‑, herab‑, heran‑, herauf‑, heraus‑, herbei‑, herein‑, herüber‑, herum‑, herunter‑, hervor‑, hin‑, hinab‑, hinauf‑, hinaus‑, hinein‑, hinüber‑, hinunter‑, hinzu‑, hoch‑, los‑, mit‑, nach‑, nieder‑, ran‑, rauf‑, raus‑, rein‑, rüber‑, rum‑, runter‑, stramm-, über‑, um‑, umher‑, vor‑, vorbei‑, vorüber‑, weg‑, weiter‑, zu‑, zurück‑, zusammenziehen | zeucht/[zieht] ab                   | zog ab                     | abgezogen           | |
|                           | einbeziehen | bezeucht/[bezieht] ein              | bezog ein                  | einbezogen          | |
|                           | aberziehen | erzeucht/[erzieht] ab               | erzog ab                   | aberzogen           | |
|                           | nachvollziehen ebenso: an‑, nacherziehen | vollzeucht/[vollzieht] nach         | vollzog nach               | nachvollzogen       | |

### äu/eu - ŏ - ŏ
| Infinitiv Präsens                         | Infinitiv Präsens | 3. Pers. Sg. Ind. Präs.                      | 1./3. Pers. Sg. Ind. Prät.                             | Partizip II                                                             | Kommentar, Bedeutung      |
| ----------------------------------------- | --- | -------------------------------------------- | ------------------------------------------------------ | ----------------------------------------------------------------------- | ------------------------- |
| verdrießen                                | verdrießen | verdreußt/[verdrießt]                        | verdross                                               | verdrossen                                                              |                           |
| fließen                                   | fließen | fleußt/[fließt]                              | floss                                                  | geflossen                                                               |                           |
|                                           | durchfließen ebenso: über‑, um‑, ver‑, zerfließen | durchfleußt/[durchfließt]                    | durchfloss                                             | durchflossen                                                            |                           |
|                                           | abfließen ebenso: aus‑, dahin‑, daraus‑, darein‑, darüber‑, darunter‑, davon‑, dazu‑, draus‑, drein‑, drüber‑, drunter‑, durch‑, ein‑, fort‑, her‑, herab‑, heran‑, heraus‑, herein‑, herüber‑, herunter‑, hervor‑, hin‑, hinab‑, hinaus‑, hinein‑, hinüber‑, hinunter‑, ineinander-, ran‑, raus‑, rein‑, rüber‑, runter‑, über‑, um‑, vorbei‑, vorüber‑, weg‑, weiter‑, zu‑, zurück‑, zusammenfließen                                                                                      | fleußt/[fließt] ab                           | floss ab                                               | abgeflossen                                                             |                           |
| gießen                                    | gießen | geußt/[gießt]                                | goss                                                   | gegossen                                                                |                           |
|                                           | begießen ebenso: be‑, er‑, über‑, vergießen | begeußt/[begießt]                            | begoss                                                 | begossen                                                                |                           |
|                                           | abgießen ebenso: auf‑, aus‑, daneben‑, daraus‑, darauf‑, darein‑, darüber‑, dazu‑, draus‑, drauf‑, drein‑, drüber‑, ein‑, fort‑, herab‑, heraus‑, herein‑, herunter‑, hin‑, hinab‑, hinaus‑, hinein‑, hinunter‑, nach‑, raus‑, rein‑, runter‑, um‑, weg‑, zurück‑, zusammengießen | geußt/[gießt] ab                             | goss ab                                                | abgegossen                                                              |                           |
| kriechen/krauchen                         | kriechen/krauchen | kreucht/[kriecht]/kräucht/[kraucht]          | kroch                                                  | gekrochen                                                               |                           |
|                                           | (sich) verkriechen | verkreucht/[verkriecht] (sich)               | verkroch                                               | verkrochen                                                              |                           |
|                                           | dahinkriechen ebenso: daran‑, darauf‑, daraus‑, darein‑, darüber‑, darunter‑, davon‑, dazu‑, dran‑, drauf‑, draus‑, drein‑, drüber‑, drunter‑, durch‑, fort‑, her‑, herab‑, heran‑, herauf‑, heraus‑, herbei‑, herein‑, herüber‑, herum‑, herunter‑, hervor‑, herzu‑, hin‑, hinab‑, hinan‑, hinauf‑, hinaus‑, hinein‑, hinüber‑, hinunter‑, hinzu‑, los‑, nach‑, ran‑, rauf‑, raus‑, rein‑, rüber‑, rum‑, runter‑, umher‑, unter‑, weg‑, weiter‑, zurückkriechen                            | kreucht/[kriecht] dahin                      | kroch dahin                                            | dahingekrochen                                                          |                           |
| genießen                                  | genießen | geneußt/[genießt]                            | genoss                                                 | genossen                                                                |                           |
| riechen                                   | riechen | [riecht]                                     | roch                                                   | gerochen                                                                |                           |
|                                           | beriechen ebenso: er‑, verriechen | [beriecht]                                   | beroch                                                 | berochen                                                                |                           |
|                                           | ausriechen ebenso: heraus‑, raus‑, übelriechen | [riecht] aus                                 | roch aus                                               | ausgerochen                                                             |                           |
| saufen                                    | saufen | säuft/(veralt.: [sauft])                     | soff                                                   | gesoffen                                                                |                           |
|                                           | (sich) besaufen ebenso: er‑, versaufen | besäuft (sich)                               | besoff                                                 | besoffen                                                                |                           |
|                                           | absaufen ebenso: an‑, aus‑, durch‑, herum‑, leer‑, mit‑, rum‑, weitersaufen | säuft ab                                     | soff ab                                                | abgesoffen                                                              |                           |
|                                           | aber: [ersäufen] | [ersäuft]                                    | [ersäufte]                                             | [ersäuft]                                                               | Faktitiv                  |
| saugen                                    | saugen | [saugt]/(veralt.: säugt)                     | [saugte]/sog                                           | [gesaugt]/gesogen                                                       |                           |
|                                           | absaugen ebenso: an‑, auf‑, aus‑, daraus‑, darein‑, draus‑, drein‑, ein‑, (sich) fest‑, fort‑, heraus‑, herein‑, hinaus‑, hinein‑, raus‑, rein‑, (sich) voll‑, wegsaugen | [saugt] ab                                   | [saugte]/sog ab                                        | [abgesaugt]/abgesogen                                                   |                           |
|                                           | aber: [säugen] | [säugt]                                      | [säugte]                                               | [gesäugt]                                                               | Faktitiv                  |
| schießen                                  | schießen | scheußt/[schießt]                            | schoss                                                 | geschossen                                                              |                           |
|                                           | beschießen ebenso: er‑, über‑, ver‑, zerschießen | bescheußt/[beschießt]                        | beschoss                                               | beschossen                                                              |                           |
|                                           | abschießen ebenso: an‑, auf‑, aus‑, dahin‑, daneben‑, darein‑, darüber‑, darunter‑, davor‑, drein‑, drüber‑, drunter‑, durch‑, ein‑, entzwei‑, fehl‑, fort‑, frei‑, her‑, herab‑, heran‑, herauf‑, heraus‑, herein‑, herüber‑, herum‑, herunter‑, hervor‑, hin‑, hinab‑, hinauf‑, hinaus‑, hinein‑, hinüber‑, hinunter‑, hoch‑, krank‑, leer‑, los‑, nach‑, nieder‑, quer‑, ran‑, rauf‑, raus‑, rein‑, rüber‑, rum‑, runter‑, tot‑, vor‑, vorbei‑, weg‑, weiter‑, zurück‑, zusammenschießen | scheußt/[schießt] ab                         | schoss ab                                              | abgeschossen                                                            |                           |
| schließen                                 | schließen | schleußet/[schließt]                         | schloss                                                | geschlossen                                                             |                           |
|                                           | beschließen ebenso: (sich) ent‑, er‑, um‑, verschließen | er beschleußet/[beschließt]                  | beschloss                                              | beschlossen                                                             |                           |
|                                           | abschließen ebenso: an‑, auf‑, aus‑, ein‑, fort‑, kurz‑, weg‑, zu‑, zurück‑, zusammenschließen | er schleußet/[schließt] ab                   | schloss ab                                             | abgeschlossen                                                           |                           |
| schnauben/(landsch.: schnieben/schniefen) | schnauben/(landsch.: schnieben/schniefen) | [schnaubt]/(landsch.: [schniebt]/[schnieft]) | schnob/[schnaubte]/(landsch.: [schniebte]/[schniefte)] | [geschnaubt]/(landsch.: [geschniebt]/[geschnieft)]/(ungew.: geschnoben) |                           |
|                                           | anschnauben | schnaubt an                                  | schnob an                                              | angeschnaubt                                                            |                           |
| sieden                                    | sieden | [siedet]                                     | sott/[siedete]                                         | gesotten/[gesiedet]                                                     | mit grammatischem Wechsel |
|                                           | versieden | [versiedet]                                  | versott/[versiedete]                                   | versotten [versiedet]                                                   |                           |
|                                           | aber: (z. B. einen Kamin) [versotten] | [versottet]                                  | [versottete]                                           | [versottet]                                                             |                           |
| sprießen                                  | sprießen | spreußt/[sprießt]                            | spross                                                 | gesprossen                                                              |                           |
|                                           | entsprießen ebenso: ersprießen | entspreußt/[entsprießt]                      | entspross                                              | entsprossen                                                             |                           |
|                                           | aufsprießen ebenso: hervorsprießen | spreußt/[sprießt] auf                        | spross auf                                             | aufgesprossen                                                           |                           |
| triefen                                   | triefen | treuft/[trieft]                              | troff/[triefte]                                        | [getrieft]/(veralt.: getroffen)                                         |                           |
|                                           | abtriefen | treuft/[trieft] ab                           | troff/[triefte] ab                                     | [abgetrieft]                                                            |                           |

## 3. Ablautklasse:i - a/o/u - o/u

### i - a/u - u
| Infinitiv Präsens | Infinitiv Präsens | 3. Pers. Sg. Ind. Präs.          | 1./3. Pers. Sg. Ind. Prät.                | Partizip II                            | Kommentar, Bedeutung                                            |
| ----------------- | --- | -------------------------------- | ----------------------------------------- | -------------------------------------- | --------------------------------------------------------------- |
| binden            | binden | bindet                           | band/bund                                 | gebunden                               |                                                                 |
|                   | entbinden ebenso: unter‑, verbinden | entbindet                        | entband/entbund                           | entbunden                              |                                                                 |
|                   | abbinden ebenso: an‑, auf‑, davor‑, ein‑, hin‑, hoch‑, los‑, um‑, zu‑, zurück‑, zusammenbinden                                                                           | bindet ab                        | band ab                                   | abgebunden                             |                                                                 |
| brinnen           | brinnen | brinnt                           | brann                                     | gebrunnen                              | vgl. brennen unter den rückumlautenden Verben                   |
|                   | entbrinnen ebenso: verbrinnen | entbrinnt                        | entbrann                                  | entbrunnen                             |                                                                 |
|                   | abbrinnen ebenso: an‑, aus‑, durch‑, nieder‑, weiterbrinnen | brinnt ab                        | brann ab                                  | abgebrunnen                            |                                                                 |
| dingen            | dingen | dingt                            | [dingte]/dang/(veralt.: dung)             | gedungen                               |                                                                 |
|                   | bedingen ebenso: verdingen | bedingt                          | bedang/[bedingte]                         | [bedingt]/bedungen                     |                                                                 |
|                   | ausbedingen | [bedingt] aus                    | bedang/(veralt.: [bedingte]) aus          | [ausbedingt]/ausbedungen               |                                                                 |
| dringen           | dringen | dringt                           | drung/drang                               | gedrungen                              | transitiv und intransitiv                                       |
|                   | durchdringen ebenso: verdringen | durchdringt                      | durchdrung/durchdrang                     | durchdrungen                           | transitiv                                                       |
|                   | abdringen ebenso: auf‑, durch‑, ein‑, vor‑, zudringen | dringt ab                        | drung/drang ab                            | abgedrungen                            |                                                                 |
|                   | aber: [drängen] | [drängt]                         | [drängte]                                 | [gedrängt]                             | transitiv                                                       |
|                   | [bedrängen] ebenso: verdrängen | [bedrängt]                       | [bedrängte]                               | [bedrängt]                             |                                                                 |
|                   | [abdrängen] ebenso: auf‑, dazwischen‑, nach‑, wegdrängen | [drängt ab]                      | [drängte ab]                              | [abgedrängt]                           |                                                                 |
| finden            | finden | findet                           | fand (sie funden/fanden)                  | gefunden/(veralt.: funden)             |                                                                 |
|                   | befinden ebenso: emp‑, erfinden | befindet                         | befand (sie befanden/(veralt.: befunden)) | befunden                               |                                                                 |
|                   | abfinden ebenso: auf‑, (sich) darein‑, (sich) drein‑, (sich) ein‑, her‑, heraus‑, hin‑, hinaus‑, statt‑, vor‑, wieder‑, zurecht‑, zurück‑, zusammenfinden                | findet ab                        | fand ab                                   | abgefunden                             |                                                                 |
| klingen           | klingen | klingt                           | klang                                     | geklungen                              |                                                                 |
|                   | erklingen ebenso: verklingen | erklingt                         | erklang                                   | erklungen                              |                                                                 |
|                   | abklingen ebenso: an‑, aus‑, mit‑, nachklingen | klingt ab                        | klang ab                                  | abklingen                              |                                                                 |
|                   | missklingen | missklingt                       | missklang                                 | missgeklungen/gemissklungen            |                                                                 |
|                   | aber schwach: (Gläser) [klingen] | [klingt]                         | [klingte]                                 | [geklingt]                             | ‚anstoßen‘                                                      |
| gelingen          | gelingen | gelingt                          | gelang                                    | gelungen                               |                                                                 |
|                   | misslingen/(veralt.: missgelingen) | misslingt/(veralt.: missgelingt) | misslang/(veralt.: missgelang)            | missgelungen/misslungen                |                                                                 |
| ringen            | ringen | ringt                            | rang                                      | gerungen                               |                                                                 |
|                   | erringen | erringt                          | errang                                    | errungen                               |                                                                 |
|                   | abringen ebenso: aus‑, (sich) durch‑, niederringen | ringt ab                         | rang ab                                   | abgerungen                             |                                                                 |
| schinden          | schinden | schindet                         | schund/[schindete]                        | geschunden                             |                                                                 |
|                   | zerschinden | zerschindet                      | zerschund/[zerschindete]                  | zerschunden                            |                                                                 |
| schlingen         | schlingen | schlingt                         | schlang/(veralt.: schlung)                | geschlungen                            | ursprünglich zwei verschiedene Verben, mhd. slingen und slinden |
|                   | umschlingen ebenso: verschlingen | umschlingt                       | umschlang                                 | umschlungen                            |                                                                 |
|                   | hinabschlingen ebenso: hinunterschlingen | schlingt hinab                   | schlang hinab                             | hinabgeschlungen                       |                                                                 |
| schwinden         | schwinden | schwindet                        | schwand/(veralt.: schwund)                | geschwunden                            |                                                                 |
|                   | entschwinden ebenso: verschwinden | entschwindet                     | entschwand                                | entschwunden                           |                                                                 |
|                   | hinschwinden ebenso: dahinschwinden | schwindet hin                    | schwand hin                               | hingeschwunden                         |                                                                 |
| schwingen         | schwingen | schwingt                         | schwang/schwung                           | geschwungen                            |                                                                 |
|                   | erschwingen | erschwingt                       | erschwang/erschwung                       | erschwungen                            |                                                                 |
|                   | (sich) abschwingen ebenso: auf‑, aus‑, ein‑, her‑, hin‑, hoch‑, mit‑, nach‑, weg‑, weiter‑, zurückschwingen                                                              | schwingt (sich) ab               | schwang/schwung (sich) ab                 | abgeschwungen                          |                                                                 |
| singen            | singen | singt                            | sang (sie sungen/sangen)                  | gesungen                               |                                                                 |
|                   | besingen ebenso: zersingen | besingt                          | besang (sie besungen/besangen)            | besungen                               |                                                                 |
|                   | absingen ebenso: daher‑, ein‑, los‑, mit‑, nach‑, vor‑, weitersingen | singt ab                         | sang ab (sie sungen/sangen ab)            | abgesungen                             |                                                                 |
| sinken            | sinken | sinkt                            | sank                                      | gesunken                               |                                                                 |
|                   | versinken | versinkt                         | versank                                   | versunken                              |                                                                 |
|                   | absinken ebenso: ein‑, hin‑, hinab‑, nieder‑, weg‑, zurück‑, zusammensinken                                                                                              | sinkt ab                         | sank ab                                   | abgesunken                             |                                                                 |
| springen          | springen | springt                          | sprang                                    | gesprungen                             |                                                                 |
|                   | bespringen ebenso: ent‑, über‑, ver‑, zerspringen | bespringt                        | besprang                                  | besprungen                             |                                                                 |
|                   | abspringen ebenso: an‑, auf‑, bei‑, dagegen‑, davor‑, ein‑, fort‑, her‑, heraus‑, hin‑, hinaus‑, hindurch‑, hinzu‑, hoch‑, nach‑, über‑, um‑, vor‑, weg‑, zurückspringen | springt ab                       | sprang ab                                 | abgesprungen                           |                                                                 |
| stinken           | stinken | stinkt                           | stank                                     | gestunken                              |                                                                 |
|                   | erstinken | erstinkt                         | erstank                                   | erstunken                              |                                                                 |
|                   | abstinken ebenso: an‑, daher‑, weiterstinken | stinkt ab                        | stank ab                                  | abgestunken                            |                                                                 |
| trinken           | trinken | trinkt                           | trank                                     | getrunken                              |                                                                 |
|                   | (sich) betrinken ebenso: ertrinken | betrinkt (sich)                  | betrank (sich)                            | betrunken                              |                                                                 |
|                   | (sich etwas) antrinken ebenso: aus‑, durcheinander-, los‑, mit‑, nach‑, um‑, zutrinken                                                                                   | trinkt (sich etwas) an           | trank (sich etwas) an                     | angetrunken                            |                                                                 |
|                   | aber: [tränken] ebenso: durch‑, ertränken | [tränkt]                         | [tränkte]                                 | [getränkt]                             | Faktitiv                                                        |
| winden            | winden | windet                           | wand                                      | gewunden                               |                                                                 |
|                   | entwinden ebenso: über‑, um‑, verwinden | entwindet                        | entwand                                   | entwunden                              |                                                                 |
|                   | aufwinden ebenso: aus‑, (sich) heraus‑, hochwinden | windet auf                       | wand auf                                  | aufgewunden                            |                                                                 |
|                   | aber: [winden] | [windet]                         | [windete]                                 | [gewindet]                             | ‚Wind geht‘/‚vom Wind getragen werden‘                          |
|                   | [fortwinden] | [windet fort]                    | [windete fort]                            | [fortgewindet]                         |                                                                 |
| winken            | winken | [winkt]                          | [winkte]                                  | [gewinkt]/gewunken (umgangssprachlich) |                                                                 |
|                   | abwinken ebenso: durch‑, heran‑, heraus‑, herbei‑, herein‑, nach‑, vorbei‑, zuwinken                                                                                     | [winkt ab]                       | [winkte ab]                               | [abgewinkt]/abgewunken                 |                                                                 |
| wringen           | wringen | wringt                           | wrang                                     | gewrungen                              |                                                                 |
|                   | auswringen | wringt aus                       | wrang aus                                 | ausgewrungen                           |                                                                 |
| zwingen           | zwingen | zwingt                           | zwang                                     | gezwungen                              |                                                                 |
|                   | bezwingen ebenso: erzwingen | bezwingt                         | bezwang                                   | bezwungen                              |                                                                 |
|                   | aufzwingen ebenso: ein‑, nieder‑, zurück‑, zusammenzwingen | zwingt auf                       | zwang auf                                 | aufgezwungen                           |                                                                 |

### i - a/o - o
| Infinitiv Präsens                                      | Infinitiv Präsens | 3. Pers. Sg. Ind. Präs.     | 1./3. Pers. Sg. Ind. Prät.                            | Partizip II                            | Kommentar, Bedeutung                      |
| ------------------------------------------------------ | --- | --------------------------- | ----------------------------------------------------- | -------------------------------------- | ----------------------------------------- |
| bellen (Ind.: ich bill/[belle])                        | bellen (Ind.: ich bill/[belle]) | billt/[bellt]               | boll/[bellte]                                         | [gebellt]/gebollen                     |                                           |
|                                                        | verbellen (Ind.: ich verbill/[verbelle]) | verbillt/[verbellt]         | verboll/[verbellte]                                   | [verbellt]/verbollen                   |                                           |
|                                                        | abbellen (Ind.: ich bill/[belle] ab) ebenso: an‑, aus‑, losbellen | billt/[bellt] ab            | boll/[bellte] ab                                      | [abgebellt]/abgebollen                 |                                           |
| bergen (Ind.: ich birg/[berge])                        | bergen (Ind.: ich birg/[berge]) | birgt                       | barg                                                  | geborgen                               |                                           |
|                                                        | verbergen (Ind.: ich verbirg/[verberge]) | verbirgt                    | verbarg                                               | verborgen                              |                                           |
| bersten (Ind.: ich birst/[berste])                     | bersten (Ind.: ich birst/[berste]) | birst                       | borst/barst                                           | geborsten                              |                                           |
|                                                        | zerbersten (Ind.: ich zerbirst/[zerberste]) | zerbirst                    | zerborst/zerbarst                                     | zerborsten                             |                                           |
|                                                        | durchbersten (Ind.: ich birst/[berste] durch) ebenso: entzweibersten | birst durch                 | borst/barst durch                                     | durchgeborsten                         |                                           |
| verderben (Ind.: ich verdirb/[verderbe])               | verderben (Ind.: ich verdirb/[verderbe]) | verdirbt                    | verdarb (Konj.: verdürbe)                             | verdorben                              |                                           |
|                                                        | aber faktitiv: [verderben] | [verderbt]/verdirbt         | [verderbte]/verdarb (Konj.: verderbete/verdürbe)      | [verderbt]/verdorben                   |                                           |
| dreschen/dröschen (Ind.: ich drisch/[dresche/drösche]) | dreschen/dröschen (Ind.: ich drisch/[dresche/drösche]) | drischt                     | drasch/drosch                                         | gedroschen                             |                                           |
|                                                        | verdreschen/verdröschen (Ind.: ich verdrisch/[verdresche/verdrösche]) | verdrischt                  | verdrasch/verdrosch                                   | verdroschen                            |                                           |
|                                                        | durchdreschen/durchdröschen (Ind.: ich drisch/[dresche/drösche] durch) ebenso: aus‑, ein‑, losdreschen | drischt durch               | drasch/drosch durch                                   | durchgedroschen                        |                                           |
| fechten (Ind.: ich ficht/[fechte])                     | fechten (Ind.: ich ficht/[fechte]) | ficht                       | focht                                                 | gefochten                              |                                           |
|                                                        | durchfechten (Ind.: ich durchficht/[durchfechte]) ebenso: er‑, verfechten | durchficht                  | durchfocht                                            | durchfochten                           |                                           |
|                                                        | anfechten (Ind.: ich ficht/[fechte] an) ebenso: aus‑, durch‑, mit‑, weiterfechten | ficht an                    | focht an                                              | angefochten                            |                                           |
| flechten (Ind.: ich flicht/[flechte])                  | flechten (Ind.: ich flicht/[flechte]) | flicht                      | flocht                                                | geflochten                             |                                           |
|                                                        | durchflechten ebenso: ent‑, um‑, verflechten (Ind.: ich durchflicht/[durchflechte]) | durchflicht                 | durchflocht                                           | durchflochten                          |                                           |
|                                                        | durchflechten ebenso: ein‑, weiter‑, zusammenflechten (Ind.: ich flicht/[flechte] durch) | flicht durch                | flocht durch                                          | durchgeflochten                        |                                           |
| gelten (Ind.: ich gilt/[gelte])                        | gelten (Ind.: ich gilt/[gelte]) | gilt                        | galt (Konj.: gölte/gälte)                             | gegolten                               |                                           |
|                                                        | entgelten ebenso: vergelten (Ind.: ich entgilt/[entgelte]) | entgilt                     | entgalt (Konj.: entgölte/entgälte)                    | entgolten                              |                                           |
|                                                        | abgelten (Ind.: ich gilt/[gelte] ab) | gilt ab                     | galt ab (Konj.: gölte/gälte ab)                       | abgegolten                             |                                           |
| beginnen                                               | beginnen | beginnt                     | begann/(veralt.: [begonnte]) (Konj.: begönne/begänne) | begonnen                               |                                           |
| glimmen                                                | glimmen | glimmt                      | glomm/[glimmte]                                       | [geglimmt]/geglommen                   |                                           |
|                                                        | erglimmen ebenso: verglimmen | erglimmt                    | erglomm/[erglimmte]                                   | [erglimmt]/erglommen                   |                                           |
|                                                        | abglimmen ebenso: aufglimmen | glimmt ab                   | glomm/[glimmte] ab                                    | [abgeglimmt]/abgeglommen               |                                           |
| helfen (Ind.: ich hilf/[helfe])                        | helfen (Ind.: ich hilf/[helfe]) | hilft                       | half (Konj.: hülfe/hälfe)                             | geholfen/(aux. auch: helfen)           |                                           |
|                                                        | (sich) behelfen (Ind.: ich behilf/[behelfe] (mich)) ebenso: verhelfen | behilft (sich)              | behalf (sich) (Konj.: behülfe/behälfe (sich))         | beholfen                               |                                           |
|                                                        | abhelfen (Ind.: ich hilf/[helfe] ab) ebenso: auf‑, aus‑, durch‑, heraus‑, hinweg‑, hoch‑, mit‑, nach‑, weiterhelfen | hilft ab                    | half ab (Konj.: hülfe/hälfe ab)                       | abgeholfen                             |                                           |
| klimmen                                                | klimmen | klimmt                      | klomm/(veralt.: [klimmte])                            | [geklimmt]/geklommen                   |                                           |
|                                                        | durchklimmen ebenso: er‑, überklimmen | durchklimmt                 | durchklomm/(veralt.: [durchklimmte])                  | [durchklimmt]/durchklommen             |                                           |
|                                                        | hochklimmen | klimmt hoch                 | klomm/(veralt.: [klimmte]) hoch                       | [hochgeklimmt]/hochgeklommen           |                                           |
| löschen/(veralt.: leschen) (Ind.: ich lisch/[lösche])  | löschen/(veralt.: leschen) (Ind.: ich lisch/[lösche]) | lischt/[löscht]             | losch/[löschte]                                       | geloschen/[gelöscht]                   | Intransitiv                               |
|                                                        | erlöschen (Ind.: ich erlisch/[erlösche]) ebenso: verlöschen | erlischt                    | erlosch                                               | erloschen                              |                                           |
|                                                        | aber nur schwach: [löschen] ebenso: [löscht] | [löschte]                   | [gelöscht]                                            | Faktitiv                               |                                           |
|                                                        | [ablöschen] ebenso: auslöschen | [löscht ab]                 | [löschte ab]                                          | [abgelöscht]                           |                                           |
| melken (Ind.: ich milk/[melke])                        | melken (Ind.: ich milk/[melke]) | milkt/[melkt]               | molk                                                  | gemolken                               |                                           |
|                                                        | weitermelken (Ind.: ich milk/[melke] weiter) | milkt/[melkt] weiter        | molk weiter                                           | weitergemolken                         |                                           |
| [quillen]/quellen                                      | [quillen]/quellen | quillt/(veralt.: [quellet]) | quoll                                                 | gequollen                              |                                           |
|                                                        | [verquillen]/verquellen | verquillt                   | verquoll                                              | verquollen                             |                                           |
|                                                        | [aufquillen]/aufquellen ebenso: aus‑, heraus‑, herein‑, hervor‑, überquellen | quillt auf                  | quoll auf                                             | aufgequollen                           |                                           |
| rinnen                                                 | rinnen | rinnt                       | rann (Konj.: rönne/ränne)                             | geronnen                               |                                           |
|                                                        | durchrinnen ebenso: ent‑, ge‑, ver‑, zerrinnen | durchrinnt                  | durchrann (Konj.: durchrönne/durchränne)              | durchronnen                            |                                           |
|                                                        | durchrinnen ebenso: fort‑, nieder‑, weg‑, weiter‑, zurück‑, zusammenrinnen | rinnt durch                 | rann durch (Konj.: rönne/ränne durch)                 | durchgeronnen                          |                                           |
| [schallen]                                             | [schallen] | [schallt]                   | scholl/[schallte]                                     | geschollen/[geschallt]                 | starkes Prät./Part. II: siehe zerschellen |
|                                                        | [verschallen] | [verschallt]                | verscholl/[verschallte]                               | verschollen                            |                                           |
|                                                        | [entgegenschallen] ebenso: zurückschallen | schallt entgegen            | scholl/[schallte] entgegen                            | entgegengeschollen/[entgegengeschallt] |                                           |
| zerschellen                                            | zerschellen | [zerschellt]                | [zerschellte]                                         | zerschollen/[zerschellt]               | ehemals 1. Ablautklasse                   |
| schelten (Ind.: ich schilt/[schelte])                  | schelten (Ind.: ich schilt/[schelte]) | schilt                      | schalt (Konj.: schölte/schälte)                       | gescholten                             |                                           |
|                                                        | ausschelten (Ind.: ich schilt/[schelte] aus) | schilt aus                  | schalt aus (Konj.: schölte/schälte aus)               | ausgescholten                          |                                           |
| schmelzen (Ind.: ich schmilz/[schmelze])               | schmelzen (Ind.: ich schmilz/[schmelze]) | schmilzt                    | schmolz                                               | geschmolzen                            |                                           |
|                                                        | verschmelzen (Ind.: ich verschmilz/[verschmelze]) | verschmilzt                 | verschmolz                                            | verschmolzen                           |                                           |
|                                                        | abschmelzen ebenso: dahin‑, durch‑, ein‑, fort‑, hin‑, weg‑, zusammenschmelzen (Ind.: ich schmilz/[schmelze] ab) | schmilzt ab                 | schmolz ab                                            | abgeschmolzen                          |                                           |
| schwellen (Ind.: ich schwill/[schwelle])               | schwellen (Ind.: ich schwill/[schwelle]) | schwillt                    | schwoll                                               | geschwollen                            |                                           |
|                                                        | verschwellen (Ind.: ich verschwill/[verschwelle]) | verschwillt                 | verschwoll                                            | verschwollen                           |                                           |
|                                                        | abschwellen ebenso: an‑, auf‑, zuschwellen (Ind.: ich schwill/[schwelle] ab) | schwillt ab                 | schwoll ab                                            | abgeschwollen                          |                                           |
| schwimmen                                              | schwimmen | schwimmt                    | schwomm/schwamm                                       | geschwommen                            |                                           |
|                                                        | durchschwimmen ebenso: um‑, verschwimmen | durchschwimmt               | durchschwomm/durchschwamm                             | durchschwommen                         |                                           |
|                                                        | anschwimmen ebenso: dagegen‑, dahin‑, durch‑, ein‑, entgegen‑, fort‑, (sich) frei‑, her‑, heim‑, hin‑, hinaus‑, hinüber‑, hoch‑, los‑, mit‑, nach‑, vor‑, vorbei‑, weg‑, weiter‑, zurückschwimmen                                                    | schwimmt an                 | schwomm/schwamm an                                    | angeschwommen                          |                                           |
| sinnen                                                 | sinnen | sinnt                       | sann                                                  | gesonnen                               |                                           |
|                                                        | (sich) besinnen ebenso: (sich) ent‑, ersinnen | besinnt (sich)              | besann (sich)                                         | besonnen                               |                                           |
|                                                        | aussinnen ebenso: nachsinnen | sinnt aus                   | sann aus                                              | ausgesonnen                            |                                           |
| spinnen                                                | spinnen | spinnt                      | spann (Konj.: spönne/spänne)                          | gesponnen                              |                                           |
|                                                        | durchspinnen ebenso: ent‑, um‑, verspinnen | durchspinnt                 | durchspann (Konj.: durchspönne/durchspänne)           | durchsponnen                           |                                           |
|                                                        | abspinnen ebenso: an‑, aus‑, fort‑, weiter‑, zuspinnen | spinnt ab                   | spann ab (Konj.: spönne/spänne ab)                    | abgesponnen                            |                                           |
| sterben (Ind.: ich stirb/[sterbe])                     | sterben (Ind.: ich stirb/[sterbe]) | stirbt                      | starb (Konj.: stürbe/stärbe)                          | gestorben                              |                                           |
|                                                        | ersterben (Ind.: ich erstirb/[ersterbe]) ebenso: versterben | erstirbt                    | erstarb (Konj.: erstürbe/erstärbe)                    | erstorben                              |                                           |
|                                                        | absterben (Ind.: ich stirb/[sterbe] ab) ebenso: aus‑, dahin‑, fort‑, hin‑, wegsterben | stirbt ab                   | starb ab (Konj.: stürbe/stärbe ab)                    | abgestorben                            |                                           |
| werben (Ind.: ich wirb/[werbe])                        | werben (Ind.: ich wirb/[werbe]) | wirbt                       | warb (Konj.: würbe/wärbe/wörbe)                       | geworben                               |                                           |
|                                                        | bewerben (Ind.: ich bewirb/[bewerbe]) ebenso: er‑, umwerben | bewirbt                     | bewarb (Konj.: bewürbe/bewärbe/bewörbe)               | beworben                               |                                           |
|                                                        | abwerben (Ind.: ich wirb/[werbe] ab) ebenso: anwerben | wirbt ab                    | warb ab (Konj.: würbe/wärbe/wörbe ab)                 | abgeworben                             |                                           |
| werden (Ind.: ich wird/[werde], du wirst)              | werden (Ind.: ich wird/[werde], du wirst) | wird                        | ward/wurde (Konj.: würde)                             | geworden/(v. a. aux.: worden)          |                                           |
|                                                        | loswerden (Ind.: ich wird/[werde] los, du wirst los) | wird los                    | ward/wurde los (Konj.: würde los)                     | losgeworden                            |                                           |
| werfen (Ind.: ich wirf/[werfe])                        | werfen (Ind.: ich wirf/[werfe]) | wirft                       | warf (Konj.: würfe/wärfe)                             | geworfen                               |                                           |
|                                                        | bewerfen (Ind.: ich bewirf/[bewerfe]) ebenso: ent‑, (sich) über‑, unter‑, verwerfen | bewirft                     | bewarf (Konj.: bewürfe/bewärfe)                       | beworfen                               |                                           |
|                                                        | abwerfen (Ind.: ich wirf/[werfe] ab) ebenso: an‑, auf‑, aus‑, dagegen‑, davor‑, ein‑, entgegen‑, fort‑, herum‑, hin‑, hinaus‑, hinterher‑, hinüber‑, hinunter‑, hoch‑, nach‑, nieder‑, über‑, um‑, vor‑, vorbei‑, weg‑, zu‑, zurück‑, zusammenwerfen | wirft ab                    | warf ab (Konj.: würfe/wärfe ab)                       | abgeworfen                             |                                           |
| gewinnen                                               | gewinnen | gewinnt                     | gewann (Konj.: gewönne/gewänne)                       | gewonnen                               |                                           |
|                                                        | abgewinnen ebenso: wieder‑, zurückgewinnen | gewinnt ab                  | gewann ab (Konj.: gewönne/gewänne ab)                 | abgewonnen                             |                                           |

## 4. Ablautklasse:i(e)/ö - a/o - o

### i(e)/ö - a - o
| Infinitiv Präsens                                               | Infinitiv Präsens | 3. Pers. Sg. Ind. Präs.                 | 1./3. Pers. Sg. Ind. Prät.                             | Partizip II                           | Kommentar, Bedeutung                 |
| --------------------------------------------------------------- | --- | --------------------------------------- | ------------------------------------------------------ | ------------------------------------- | ------------------------------------ |
| gebären (Ind.: ich gebier/[gebäre])                             | gebären (Ind.: ich gebier/[gebäre]) | gebiert/[gebärt]                        | gebar                                                  | geboren                               |                                      |
| brechen (Ind.: ich brich/[breche])                              | brechen (Ind.: ich brich/[breche]) | bricht                                  | brach                                                  | gebrochen                             |                                      |
|                                                                 | durchbrechen (Ind.: ich durchbrich/[durchbreche]) ebenso: er‑, ge‑, unter‑, ver‑, zerbrechen | durchbricht                             | durchbrach                                             | durchbrochen                          |                                      |
|                                                                 | abbrechen (Ind.: ich brich/[breche] ab) ebenso: an‑, auf‑, aus‑, auseinander-, durch‑, ein‑, entzwei‑, fort‑, heraus‑, herein‑, herunter‑, hervor‑, los‑, nach‑, nieder‑, um‑, weg‑, zusammenbrechen | bricht ab                               | brach ab                                               | abgebrochen                           |                                      |
|                                                                 | aber schwach: [abbrechen] | [brecht ab]                             | [brechte ab]                                           | [abgebrecht]                          | ‚das Brechen des Flachses vollenden‘ |
|                                                                 | [radebrechen] | [radebrecht]                            | [radebrechte]                                          | [geradebrecht]                        |                                      |
| befehlen (Ind.: ich befiehl/[befehle]) ebenso: empfehlen        | befehlen (Ind.: ich befiehl/[befehle]) ebenso: empfehlen | befiehlt                                | befahl (Konj.: beföhle/befähle)                        | befohlen                              |                                      |
|                                                                 | abbefehlen (Ind.: ich befiehl/[befehle] ab) | befiehlt ab                             | befahl ab (Konj.: beföhle/befähle ab)                  | abbefohlen                            |                                      |
|                                                                 | anempfehlen (Ind.: ich empfiehl/[empfehle] an) ebenso: weiterempfehlen | empfiehlt an                            | empfahl an (Konj.: empföhle/empfähle an)               | anempfohlen                           |                                      |
| kommen                                                          | kommen | kömmt/[kommt] (Imp.: komm)              | kam                                                    | gekommen                              |                                      |
|                                                                 | bekommen ebenso: ent‑, über‑, verkommen | er bekömmt/bekommt (Imp.: bekomm)       | bekam                                                  | bekommen                              |                                      |
|                                                                 | abbekommen ebenso: auf‑, dazu‑, durch‑, flott‑, frei‑, heraus‑, herein‑, herunter‑, hin‑, hoch‑, klein‑, los‑, mit‑, weg‑, wieder‑, zurückbekommen | er bekömmt/bekommt ab (Imp.: bekomm ab) | bekam ab                                               | abbekommen                            |                                      |
|                                                                 | abkommen ebenso: an‑, auf‑, aus‑, bei‑, daher‑, dahinter‑, davon‑, dazu‑, dazwischen‑, durch‑, empor‑, entgegen‑, entlang‑, fort‑, frei‑, gleich‑, heim‑, her‑, heran‑, herauf‑, heraus‑, herüber‑, herunter‑, hin‑, hinauf‑, hinaus‑, hinein‑, hinweg‑, hinzu‑, hoch‑, los‑, mit‑, nach‑, nieder‑, überein‑, um‑, umhin‑, unter‑, vor‑, voran‑, vorbei‑, weg‑, weiter‑, wieder‑, zu‑, zugute-, zurecht‑, zurück‑, zusammenkommen | kömmt/[kommt] ab (Imp.: komm ab)        | kam ab                                                 | abgekommen                            |                                      |
| nehmen (Ind.: ich nimm/[nehme])                                 | nehmen (Ind.: ich nimm/[nehme]) | nimmt                                   | nahm                                                   | genommen                              |                                      |
|                                                                 | benehmen ebenso: ent‑, über‑, unter‑, vernehmen (Ind.: ich benimm/[benehme]) | benimmt                                 | benahm                                                 | benommen                              |                                      |
|                                                                 | abnehmen ebenso: an‑, auf‑, aus‑, durch‑, ein‑, entgegen‑, fest‑, fort‑, frei‑, heim‑, her‑, heraus‑, herein‑, hin‑, hoch‑, mit‑, teil‑, übel‑, vor‑, vorweg‑, weg‑, zu‑, zurück‑, zusammennehmen (Ind.: ich nimm/[nehme] ab) | nimmt ab                                | nahm ab                                                | abgenommen                            |                                      |
| [schröcken]/schrecken (Ind.: ich schrick/[schröcke]/[schrecke]) | [schröcken]/schrecken (Ind.: ich schrick/[schröcke]/[schrecke]) | schrickt/[schröckt]/[schreckt]          | schrak/[schröckte]/[schreckte]                         | geschrocken/[geschröckt]/[geschreckt] | Intransitiv                          |
|                                                                 | erschröcken/erschrecken (Ind.: ich erschrick/[erschröcke]/[erschrecke]) ebenso: verschrecken (Intransitiv) | erschrickt                              | erschrak                                               | erschrocken                           |                                      |
|                                                                 | aufschröcken/aufschrecken (Ind.: ich schrick/[schröcke]/[schrecke] auf) ebenso: hoch‑, zurück‑, zusammenschrecken (Intransitiv) | schrickt auf                            | schrak auf                                             | aufgeschrocken                        |                                      |
|                                                                 | aber transitiv nur schwach: [schröcken]/[schrecken] | [schröckt]/[schreckt]                   | [schröckte]/[schreckte]                                | [geschröckt]/[geschreckt]             |                                      |
|                                                                 | [erschröcken]/[erschrecken] ebenso: verschröcken/-schrecken | [erschröckt]/[erschreckt]               | [erschröckte]/[erschreckte]                            | [erschröckt]/[erschreckt]             |                                      |
|                                                                 | [abschröcken]/[abschrecken] ebenso: aufschröcken/-schrecken | [schröckt]/[schreckt ab]                | [schröckte]/[schreckte ab]                             | [abgeschröckt]/[abgeschreckt]         |                                      |
| sprechen (Ind.: ich sprich/[spreche])                           | sprechen (Ind.: ich sprich/[spreche]) | spricht                                 | sprach (Konj.: spröche/spräche)                        | gesprochen                            |                                      |
|                                                                 | besprechen (Ind.: ich besprich/[bespreche]) ebenso: ent‑, über‑, ver‑, widersprechen | bespricht                               | besprach                                               | besprochen                            |                                      |
|                                                                 | absprechen (Ind.: ich sprich/[spreche] ab) ebenso: an‑, aus‑, dafür‑, durch‑, frei‑, herum‑, los‑, mit‑, nach‑, vor‑, weiter‑, zusprechen | spricht ab                              | sprach ab                                              | abgesprochen                          |                                      |
| stechen (Ind.: ich stich/[steche])                              | stechen (Ind.: ich stich/[steche]) | sticht                                  | stach                                                  | gestochen                             |                                      |
|                                                                 | bestechen (Ind.: ich bestich/[besteche]) ebenso: durch‑, er‑, zerstechen | besticht                                | bestach                                                | bestochen                             |                                      |
|                                                                 | abstechen (Ind.: ich stich/[steche] ab) ebenso: an‑, aus‑, hervor‑, los‑, nach‑, nieder‑, um‑, zu‑, zurückstechen | sticht ab                               | stach ab                                               | abgestochen                           |                                      |
| [stecken]                                                       | [stecken] | [steckt]                                | stak/[steckte]                                         | gestocken/[gesteckt]                  | Intransitiv                          |
|                                                                 | aber faktitiv nur schwach: [stecken] ebenso: verstecken | [steckt]                                | [steckte]                                              | [gesteckt]                            |                                      |
|                                                                 | [erstecken] | [ersteckt]                              | [ersteckte]                                            | [ersteckt]                            |                                      |
|                                                                 | [abstecken] ebenso: an‑, auf‑, aus‑, durch‑, ein‑, fort‑, hin‑, weg‑, zurückstecken | [steckt ab]                             | [steckte ab]                                           | [abgesteckt]                          |                                      |
| stehlen (Ind.: ich stiehl/[stehle])                             | stehlen (Ind.: ich stiehl/[stehle]) | [stiehlt]                               | stahl (Konj.: stöhle/stähle)                           | gestohlen                             |                                      |
|                                                                 | bestehlen (Ind.: ich bestiehl/[bestehle]) | [bestiehlt]                             | bestahl (Konj.: bestähle/(veralt.:bestöhle))           | bestohlen                             |                                      |
|                                                                 | (sich) davonstehlen (Ind.: ich stiehl/[stehle] (mich) davon) ebenso: (sich) fort‑, (sich) weg‑, zurück‑, zusammenstehlen | [stiehlt] (sich) davon                  | stahl (sich) davon (Konj.: stöhle/stähle (sich) davon) | davongestohlen                        |                                      |
| treffen (Ind.: ich triff/[treffe])                              | treffen (Ind.: ich triff/[treffe]) | trifft                                  | traf                                                   | getroffen                             |                                      |
|                                                                 | betreffen (Ind.: ich betriff/[betreffe]) ebenso: übertreffen | betrifft                                | betraf                                                 | betroffen                             |                                      |
|                                                                 | antreffen (Ind.: ich triff/[treffe] an) ebenso: auf‑, ein‑, zu‑, zusammentreffen | trifft an                               | traf an                                                | angetroffen                           |                                      |

### ie - o - o
| Infinitiv Präsens                      | Infinitiv Präsens                                              | 3. Pers. Sg. Ind. Präs.                       | 1./3. Pers. Sg. Ind. Prät. | Partizip II                   | Kommentar, Bedeutung                                                     |
| -------------------------------------- | -------------------------------------------------------------- | --------------------------------------------- | -------------------------- | ----------------------------- | ------------------------------------------------------------------------ |
| gären                                  | gären                                                          | [gärt]                                        | gor                        | gegoren                       | ehemals 5. Ablautklasse und mit grammatischem Wechsel                    |
|                                        | vergären                                                       | [vergärt]                                     | vergor                     | vergoren                      |                                                                          |
|                                        | [gären]                                                        | [gärt]                                        | [gärte]                    | [gegärt]                      | v. a. übertragen und faktitiv                                            |
| verhehlen                              | verhehlen                                                      | [verhehlt]                                    | [verhehlte]                | [verhehlt]/(adj.: verhohlen)  |                                                                          |
| scheren (Ind.: ich schier/[schere])    | scheren (Ind.: ich schier/[schere])                            | schiert/[schert]                              | schor                      | geschoren                     |                                                                          |
|                                        | aber: [(sich) scheren] ebenso: (sich) fort‑, (sich) wegscheren | [schert (sich)] (Imp.: [scher]/schier (dich)) | [scherte (sich)]           | [geschert]                    | ‚sich davonmachen‘                                                       |
|                                        | [bescheren]                                                    | [beschert]                                    | [bescherte]                | [beschert]                    |                                                                          |
|                                        | [ausscheren]                                                   | [schert aus]                                  | [scherte aus]              | [ausgeschert]                 |                                                                          |
| schwären (Ind.: ich schwier/[schwäre]) | schwären (Ind.: ich schwier/[schwäre])                         | schwiert/[schwärt]                            | [schwärte]/schwor          | [geschwärt]/geschworen        |                                                                          |
| wägen                                  | wägen                                                          | [wägt]/(veralt.: wiegt)                       | [wägte]/wog                | [gewägt]/gewogen              | (ehemals 5. Ablautklasse, vgl. (sich) verwegen)                          |
| weben                                  | weben                                                          | [webt]                                        | wob/[webte]                | [gewebt]/gewoben              | ehemals 5. Ablautklasse                                                  |
|                                        | durchweben ebenso: verweben                                    | [durchwebt]                                   | durchwob/[durchwebte]      | [durchwebt]/durchwoben        |                                                                          |
|                                        | einweben                                                       | [webt] ein                                    | wob/[webte] ein            | [eingewebt]/eingewoben        |                                                                          |
| bewegen                                | bewegen                                                        | [bewegt]                                      | bewog                      | bewogen                       | nur in der Bedeutung ‚veranlassen‘; ehemals 5. Ablautklasse, siehe wägen |
|                                        | (sich) verwegen                                                | [verwegt] (sich)                              | verwog (sich)              | verwogen/(nur adj.: verwegen) |                                                                          |
|                                        | [bewegen] ebenso: [bewegt]                                     | [bewegte]                                     | [bewegt]                   | in allen Bedeutungen          |                                                                          |

## 5. Ablautklasse:i(e) - a - e
| Infinitiv Präsens | Infinitiv Präsens | 3. Pers. Sg. Ind. Präs.          | 1./3. Pers. Sg. Ind. Prät. | Partizip II                 | Kommentar, Bedeutung |
| --- | --- | -------------------------------- | -------------------------- | --------------------------- | --- |
| bitten | bitten | bittet                           | bat                        | gebeten                     | |
| | erbitten ebenso: verbitten | erbittet                         | erbat                      | erbeten                     | |
| | abbitten ebenso: aus‑, herein‑, herüber‑, herunter‑, hinein‑, hinüber‑, hinunterbitten | bittet ab                        | bat ab                     | abgebeten                   | |
| essen (Ind.: ich iss/[esse]) | essen (Ind.: ich iss/[esse]) | isst                             | aß                         | gegessen                    | |
| | abessen (Ind.: ich iss/[esse] ab) ebenso: an‑, auf‑, aus‑, durcheinander-, leer‑, mit‑, weg‑, weiteressen | isst ab                          | aß ab                      | abgegessen                  | |
| fressen (Ind.: ich friss/[fresse]) | fressen (Ind.: ich friss/[fresse]) | frisst                           | fraß                       | gefressen                   | |
| | (sich) überfressen (Ind.: ich überfriss/[überfresse] (mich)) ebenso: zerfressen | überfrisst (sich)                | überfraß (sich)            | überfressen                 | |
| | abfressen (Ind.: ich friss/[fresse] ab) ebenso: an‑, auf‑, aus‑, durch‑, fest‑, hinein‑, kahl‑, leer‑, los‑, weg‑, weiterfressen | frisst ab                        | fraß ab                    | abgefressen                 | |
| geben (Ind.: ich gib/[gebe]) | geben (Ind.: ich gib/[gebe]) | gibt                             | gab                        | gegeben                     | |
| | begeben (Ind.: ich begib/[begebe]) ebenso: er‑, über‑, um‑, vergeben | begibt                           | begab                      | begeben                     | |
| | (sich) heimbegeben (Ind.: ich begib/[begebe] (mich) heim) ebenso: (sich) hineinbegeben | begibt (sich) heim               | begab (sich) heim          | heimbegeben                 | |
| | abgeben (Ind.: ich gib/[gebe] ab) ebenso: an‑, auf‑, aus‑, bei‑, daran‑, dazu‑, durch‑, ein‑, fort‑, frei‑, her‑, heraus‑, herein‑, hin‑, mit‑, nach‑, statt‑, vor‑, weg‑, weiter‑, wieder‑, zu‑, zurückgeben                             | gibt ab                          | gab ab                     | abgegeben                   | |
| vergessen (Ind.: ich vergiss/[vergesse]) | vergessen (Ind.: ich vergiss/[vergesse]) | vergisst                         | vergaß                     | vergessen                   | |
| lesen (Ind.: ich lies/[lese]) | lesen (Ind.: ich lies/[lese]) | liest                            | las                        | gelesen                     | ehemals mit grammatischem Wechsel |
| | erlesen (Ind.: ich erlies/[erlese]) ebenso: über‑, verlesen | erliest                          | erlas                      | erlesen                     | |
| | ablesen (Ind.: ich lies/[lese] ab) ebenso: an‑, auf‑, aus‑, durch‑, (sich) ein‑, gegen‑, mit‑, nach‑, vor‑, weiter‑, zusammenlesen | liest ab                         | las ab                     | abgelesen                   | |
| liegen | liegen | liegt                            | lag                        | gelegen                     | |
| | erliegen ebenso: ob‑, unter‑, (sich) verliegen | erliegt                          | erlag                      | erlegen                     | |
| | anliegen ebenso: auf‑, bei‑, bereit‑, da‑, daneben‑, danieder‑, darunter‑, durch‑, fest‑, gegenüber‑, herum‑, inne‑, still‑, untereinander-, vor‑, zurückliegen                                                                           | liegt an                         | lag an                     | angelegen                   | |
| messen (Ind.: ich miss/[messe]) | messen (Ind.: ich miss/[messe]) | misst/(veralt.: messet)          | maß                        | gemessen                    | |
| | bemessen ebenso: durch‑, er‑, vermessen (Ind.: ich bemiss/[bemesse]) | bemisst                          | bemaß                      | bemessen                    | |
| | abmessen ebenso: an‑, aus‑, bei‑, ein‑, nach‑, zumessen (Ind.: ich miss/[messe] ab) | misst ab                         | maß ab                     | abgemessen                  | |
| genesen | genesen | (ungew.: genist/[genest])        | genas                      | genesen                     | ehemals mit grammatischem Wechsel |
| geschehen (Ind.: ich geschieh/[geschehe]) | geschehen (Ind.: ich geschieh/[geschehe]) | geschieht/(altertüm.: geschicht) | geschah                    | geschehen                   | |
| sehen (Ind.: ich sieh/[sehe]) | sehen (Ind.: ich sieh/[sehe]) | sieht                            | sah                        | gesehen/(aux. meist: sehen) | |
| | besehen ebenso: er‑, über‑, versehen (Ind.: ich besieh/[besehe]) | besieht                          | besah                      | besehen                     | |
| | absehen (Ind.: ich sieh/[sehe] ab) ebenso: an‑, auf‑, aus‑, durch‑, ein‑, entgegen‑, fern‑, herab‑, hin‑, hinaus‑, hinweg‑, nach‑, rot‑, schwarz‑, um‑, vor‑, voraus‑, vorher‑, weg‑, weiter‑, wieder‑, zu‑, zurücksehen                  | sieht ab                         | sah ab                     | abgesehen                   | |
| [sein] (Ind.: ich bin, wir/sie [seind]/sind, ihr seid, Konj.: ich/er sei, du seist/seiest, Imp. Sg.: sei/(altertüm. bis), Imp. Pl.: seid/(süddt., schweiz.: sind/süddt., österr.: seids)) | [sein] (Ind.: ich bin, wir/sie [seind]/sind, ihr seid, Konj.: ich/er sei, du seist/seiest, Imp. Sg.: sei/(altertüm. bis), Imp. Pl.: seid/(süddt., schweiz.: sind/süddt., österr.: seids))                                                 | [ist (du bist)]                  | war/(altertüm.: was)       | gewesen                     | suppletives Verb, die Stämme von sein - sind - ist sowie jene von war/was - waren - gewesen [Klasse 5] stehen jeweils miteinander in einem Ablautverhältnis, letztere weisen grammatischen Wechsel auf |
| sitzen | sitzen | sitzt                            | saß                        | gesessen                    | |
| | besitzen ebenso: ersitzen | besitzt                          | besaß                      | besessen                    | |
| | absitzen ebenso: auf‑, aus‑, bei‑, beisammen‑, da‑, dabei‑, daneben-, durch‑, ein‑, fest‑, gegenüber‑, herum‑, nach‑, nieder‑, still‑, vor‑, zusammensitzen                                                                               | sitzt ab                         | saß ab                     | abgesessen                  | |
| treten (Ind.: ich tritt/[trete]) | treten (Ind.: ich tritt/[trete]) | tritt                            | trat                       | getreten                    | |
| | betreten ebenso: über‑, ver‑, zertreten (Ind.: ich betritt/[betrete]) | betritt                          | betrat                     | betreten                    | |
| | abtreten (Ind.: ich tritt/[trete] ab) ebenso: an‑, auf‑, aus‑, bei‑, dazwischen‑, ein‑, entgegen‑, fehl‑, fest‑, gegenüber‑, heran‑, hervor‑, hin‑, hinein‑, hinzu‑, los‑, nach‑, nieder‑, tot‑, vor‑, weg‑, zu‑, zurück‑, zusammentreten | tritt ab                         | trat ab                    | abgetreten                  | |

## 6. Ablautklasse:ä/e/ö - u/a/o - a/o
| Infinitiv Präsens | Infinitiv Präsens | 3. Pers. Sg. Ind. Präs.       | 1./3. Pers. Sg. Ind. Prät.                           | Partizip II                                    | Kommentar, Bedeutung                                            |
| ----------------- | --- | ----------------------------- | ---------------------------------------------------- | ---------------------------------------------- | --------------------------------------------------------------- |
| backen            | backen | bäckt/[backt]                 | buk/[backte]                                         | gebacken                                       |                                                                 |
|                   | überbacken | überbäckt/[überbackt]         | überbuk/[überbackte]                                 | überbacken                                     |                                                                 |
|                   | abbacken ebenso: auf‑, durch‑, einbacken | bäckt/[backt] ab              | buk/[backte] ab                                      | abgebacken                                     |                                                                 |
| fahren            | fahren | fährt                         | fuhr                                                 | gefahren                                       |                                                                 |
|                   | befahren ebenso: durch‑, ent‑, er‑, über‑, um‑, unter‑, ver‑, wider‑, zerfahren | befährt                       | befuhr                                               | befahren                                       |                                                                 |
|                   | abfahren ebenso: an‑, auf‑, aus‑, darüber‑, dazwischen‑, durch‑, ein‑, entgegen‑, entlang‑, fest‑, fort‑, heim‑, her‑, heran‑, heraus‑, herein‑, hin‑, hinab‑, hinauf‑, hinaus‑, hinein‑, hinüber‑, hinweg‑, hoch‑, los‑, mit‑, nach‑, schwarz‑, tot‑, um‑, umher‑, vor‑, voraus‑, vorbei‑, weg‑, weiter‑, zurück‑, zusammenfahren | fährt ab                      | fuhr ab                                              | abgefahren                                     |                                                                 |
| fragen            | fragen | frägt/[fragt]                 | frug/[fragte]                                        | [gefragt]                                      |                                                                 |
|                   | befragen ebenso: er‑, überfragen | befrägt/[befragt]             | befrug/[befragte]                                    | [befragt]                                      |                                                                 |
|                   | abfragen ebenso: an‑, aus‑, los‑, nach‑, weiter‑, zurückfragen | frägt/[fragt] ab              | frug/[fragte] ab                                     | [abgefragt]                                    |                                                                 |
|                   | aber nur schwach: [ratfragen] | [ratfragt]                    | [ratfragte]                                          | [geratfragt]                                   |                                                                 |
| graben            | graben | gräbt                         | grub                                                 | gegraben                                       |                                                                 |
|                   | begraben ebenso: unter‑, vergraben | begräbt                       | begrub                                               | begraben                                       |                                                                 |
|                   | abgraben ebenso: an‑, auf‑, aus‑, durch‑, ein‑, frei‑, los‑, nach‑, weg‑, weiter‑, zugraben | gräbt ab                      | grub ab                                              | abgegraben                                     |                                                                 |
| heben             | heben | hebt                          | hob/(veralt.: hub)                                   | gehoben/(oberdt.: [gehebt])/(veralt.: gehaben) | ehemals mit grammatischem Wechsel                               |
|                   | beheben ebenso: ent‑, er‑, über‑, (sich) verheben | behebt                        | behob                                                | behoben/(oberdt.: [behebt])                    |                                                                 |
|                   | abheben ebenso: an‑, auf‑, aus‑, fort‑, heraus‑, hervor‑, hoch‑, wegheben | hebt ab                       | hob ab                                               | abgehoben/(oberdt.: [abgehebt])                |                                                                 |
| laden             | laden | lädt/[ladet]                  | lud                                                  | geladen                                        | ‚mit einer Last versehen‘                                       |
|                   | beladen ebenso: ent‑, über‑, verladen | belädt/[beladet]              | belud                                                | beladen                                        |                                                                 |
|                   | abladen ebenso: auf‑, aus‑, durch‑, ein‑, herunter‑, hoch‑, nach‑, um‑, vorladen | lädt/[ladet] ab               | lud ab                                               | abgeladen                                      |                                                                 |
|                   | aber: [laden] ebenso: ein‑, vorladen | [ladet]/lädt                  | [ladete]/lud                                         | geladen                                        | ‚zum Kommen auffordern‘                                         |
|                   | [ausladen] | [ladet]/lädt aus              | [ladete]/lud aus                                     | ausgeladen                                     |                                                                 |
| schaffen          | schaffen | [schafft]                     | schuf                                                | geschaffen                                     | ‚erschaffen, ausarbeiten‘                                       |
|                   | erschaffen | [erschafft]                   | erschuf                                              | erschaffen                                     |                                                                 |
|                   | aber nur schwach: [schaffen] ebenso: verschaffen | [schafft]                     | [schaffte]                                           | [geschafft]                                    | ‚arbeiten, erreichen, durchhalten‘                              |
| schlagen          | schlagen | schlägt                       | schlug                                               | geschlagen                                     |                                                                 |
|                   | beschlagen ebenso: durch‑, er‑, über‑, um‑, unter‑, ver‑, zerschlagen | beschlägt                     | beschlug                                             | beschlagen                                     |                                                                 |
|                   | abschlagen ebenso: an‑, auf‑, aus‑, (breit-), dazwischen‑, durch‑, ein‑, empor‑, entgegen‑, entzwei‑, fehl‑, fort‑, her‑, heraus‑, herum‑, hin‑, hoch‑, kahl‑, los‑, nach‑, nieder‑, tot‑, übereinander-, vor‑, weg‑, zu‑, zurück‑, zusammenschlagen                                                                               | schlägt ab                    | schlug ab                                            | abgeschlagen                                   |                                                                 |
|                   | aber schwach: [ratschlagen] | [ratschlagt]                  | [ratschlagte]                                        | [geratschlagt]                                 |                                                                 |
|                   | [beratschlagen] | [beratschlagt]                | [beratschlagte]                                      | [beratschlagt]                                 |                                                                 |
| schwören          | schwören | schwört/(veralt.: [schwiert]) | [schwörte]/schwor/(veralt.: schwur) (Konj.: schwüre) | geschworen                                     |                                                                 |
|                   | beschwören ebenso: verschwören | beschwört                     | beschwur/beschwor (Konj.: beschwüre)                 | beschworen                                     |                                                                 |
|                   | heraufbeschwören | beschwört herauf              | beschwur/beschwor herauf (Konj.: beschwüre herauf)   | heraufbeschworen                               |                                                                 |
|                   | abschwören ebenso: einschwören | schwört ab                    | [schwörte]/schwor ab (Konj.: schwüre ab)             | abgeschworen                                   |                                                                 |
| stehen            | stehen | steht                         | stand/stund                                          | gestanden                                      | Wurzel-Präsens neben Präteritalformen eines Verbs der 6. Klasse |
|                   | bestehen ebenso: ent‑, er‑, ge‑, über‑, um‑, unter‑, ver‑, widerstehen | besteht                       | bestand/bestund                                      | bestanden                                      |                                                                 |
|                   | eingestehen ebenso: zugestehen, auferstehen, wiederauferstehen | gesteht ein                   | gestand/gestund ein                                  | eingestanden                                   |                                                                 |
|                   | abstehen ebenso: an‑, auf‑, aus‑, bei‑, beisammen‑, bereit‑, da‑, dabei‑, dafür‑, dahinter‑, darüber‑, davor‑, durch‑, ein‑, fest‑, frei‑, gegenüber‑, gleich‑, gut‑, herum‑, hoch‑, kopf-, leer‑, nach‑, rum‑, still‑, stramm-, über‑, unter‑, vor‑, zu‑, zurück‑, zusammenstehen                                                 | steht ab                      | stand/stund ab                                       | abgestanden                                    |                                                                 |
| tragen            | tragen | trägt                         | trug                                                 | getragen                                       |                                                                 |
|                   | betragen ebenso: er‑, über‑, vertragen | beträgt                       | betrug                                               | betragen                                       |                                                                 |
|                   | abtragen ebenso: an‑, auf‑, aus‑, bei‑, davon‑, ein‑, fort‑, heim‑, her‑, herauf‑, heraus‑, herein‑, herunter‑, hin‑, hinauf‑, hinaus‑, hinein‑, hinunter‑, hoch‑, mit‑, nach‑, umher‑, vor‑, weg‑, weiter‑, zu‑, zurück‑, zusammentragen                                                                                          | trägt ab                      | trug ab                                              | abgetragen                                     |                                                                 |
| wachsen           | wachsen | wächst                        | wuchs                                                | gewachsen                                      |                                                                 |
|                   | bewachsen ebenso: ent‑, er‑, verwachsen | bewächst                      | bewuchs                                              | bewachsen                                      |                                                                 |
|                   | anwachsen ebenso: auf‑, aus‑, ein‑, fest‑, heran‑, heraus‑, hinaus‑, hinein‑, mit‑, nach‑, weiter‑, zu‑, zusammenwachsen | wächst an                     | wuchs an                                             | angewachsen                                    |                                                                 |
|                   | aber schwach (und unverwandt): [wachsen] | [wachst]                      | [wachste]                                            | [gewachst]                                     | ‚mit Wachs einreiben‘                                           |
|                   | [einwachsen] | [wachst ein]                  | [wachste ein]                                        | [eingewachst]                                  |                                                                 |
| waschen           | waschen | wäscht/(veralt.: [waschet])   | wusch                                                | gewaschen                                      |                                                                 |
|                   | verwaschen | verwäscht                     | verwusch                                             | verwaschen                                     |                                                                 |
|                   | abwaschen ebenso: auf‑, aus‑, mit‑, vor‑, weg‑, weißwaschen | wäscht ab                     | wusch ab                                             | abgewaschen                                    |                                                                 |

## 7. Ablautklasse:Verben mit ehemaliger Reduplikation im Präteritum

### ei - ie - ei
| Infinitiv Präsens         | Infinitiv Präsens               | 3. Pers. Sg. Ind. Präs.         | 1./3. Pers. Sg. Ind. Prät.                      | Partizip II                                                           | Kommentar, Bedeutung |
| ------------------------- | ------------------------------- | ------------------------------- | ----------------------------------------------- | --------------------------------------------------------------------- | -------------------- |
| eischen/heischen/heuschen | eischen/heischen/heuschen       | [eischt]/[heischt]/[heuscht]    | [eischte]/[heischte]/hiesch/iesch/[heuschte]    | [geeischt]/ [geheischt]/ geeischen/ geheischen/ [geheuscht]           |                      |
|                           | abeischen/abheischen/abheuschen | [eischt]/[heischt]/[heuscht] ab | [eischte]/[heischte]/hiesch/iesch/[heuschte] ab | [abgeeischt]/ [abgeheischt]/ abgeeischen/ abgeheischen/ [abgeheuscht] |                      |
| heißen                    | heißen                          | heißt                           | hieß                                            | geheißen/(aux. meist: heißen)                                         |                      |
|                           | verheißen                       | verheißt                        | verhieß                                         | verheißen                                                             |                      |
|                           | gutheißen                       | heißt gut                       | hieß gut                                        | gutgeheißen                                                           |                      |

### e - i - a
| Infinitiv Präsens | Infinitiv Präsens | 3. Pers. Sg. Ind. Präs. | 1./3. Pers. Sg. Ind. Prät. | Partizip II | Kommentar, Bedeutung                                                         |
| ----------------- | --- | ----------------------- | -------------------------- | ----------- | ---------------------------------------------------------------------------- |
| gehen             | gehen | geht                    | ging                       | gegangen    | Wurzel-Präsens neben Präteritalformen eines abgeleiteten Verbs der 7. Klasse |
|                   | begehen ebenso: ent‑, er‑, hinter‑, über‑, um‑, ver‑, zergehen | begeht                  | beging                     | begangen    |                                                                              |
|                   | abgehen ebenso: an‑, auf‑, aus‑, dahin‑, daneben‑, daran‑, davon‑, durch‑, durcheinander-, ein‑, einher‑, entgegen‑, entlang‑, entzwei‑, fehl‑, fort‑, fremd‑, heim‑, her‑, heran‑, heraus‑, herein‑, hernieder‑, herum‑, herunter‑, hervor‑, hin‑, hinab‑, hinan‑, hinauf‑, hinaus‑, hindurch‑, hinein‑, hinüber‑, hinweg‑, hoch‑, lang‑, los‑, mit‑, nach‑, nieder‑, pleite‑, sicher‑, über‑, um‑, umher‑, unter‑, vor‑, voran‑, vorauf‑, voraus‑, vorbei‑, vorher‑, vorüber‑, weg‑, weiter‑, zu‑, zurück‑, zusammengehen | geht ab                 | ging ab                    | abgegangen  |                                                                              |

### ö/au/äu - ie - o/au
| Infinitiv Präsens | Infinitiv Präsens | 3. Pers. Sg. Ind. Präs. | 1./3. Pers. Sg. Ind. Prät. | Partizip II           | Kommentar, Bedeutung  |
| ----------------- | --- | ----------------------- | -------------------------- | --------------------- | --------------------- |
| hauen             | hauen | [haut]                  | hieb/[haute]               | gehauen/[gehaut]      | ‚schneiden, schlagen‘ |
|                   | behauen ebenso: durch‑, ver‑, zerhauen | [behaut]                | behieb/[behaute]           | behauen/[behaut]      |                       |
|                   | abhauen ebenso: daneben‑, ein‑, entzwei‑, heraus‑, nieder‑, um‑, zu‑, zusammenhauen | [haut ab]               | hieb/[haute] ab            | abgehauen/[abgehaut]  |                       |
|                   | aber in den Bedeutungen ‚mähen, zurechthauen, werfen‘ nur: hauen | [haut]                  | [haute]                    | gehauen/[gehaut]      |                       |
|                   | behauen ebenso: (sich) verhauen | [behaut]                | [behaute]                  | behauen/[behaut]      |                       |
|                   | abhauen ebenso: an‑, durch‑, hinhauen | [haut ab]               | [haute ab]                 | abgehauen/[abgehaut]  |                       |
| laufen            | laufen | läuft/(veralt.: lauft)  | loff/lief                  | geloffen/gelaufen     |                       |
|                   | belaufen ebenso: durch‑, ent‑, er‑, über‑, unter‑, ver‑, zerlaufen | beläuft                 | beloff/belief              | beloffen/belaufen     |                       |
|                   | ablaufen ebenso: an‑, auf‑, aus‑, auseinander-, davon‑, durch‑, durcheinander-, ein‑, eis-, entgegen‑, fort‑, (sich) frei‑, heim‑, her‑, heraus‑, herum‑, hin‑, hinaus‑, hinein‑, hinterdrein‑, hinterher‑, hinunter‑, hoch‑, leer‑, los‑, mit‑, nach‑, tot‑, über-, um‑, vor‑, (sich) warm‑, weg‑, weiter‑, zu‑, zurück‑, zusammen‑, zuwiderlaufen | läuft ab                | loff/lief ab               | abgeloffen/abgelaufen |                       |
| stoßen            | stoßen | stößt                   | stieß                      | gestoßen              |                       |
|                   | bestoßen ebenso: durch‑, ver‑, zerstoßen | bestößt                 | bestieß                    | bestoßen              |                       |
|                   | abstoßen ebenso: an‑, auf‑, aus‑, durch‑, ein‑, fort‑, her‑, hin‑, nach‑, nieder‑, um‑, vor‑, weg‑, weiter‑, zu‑, zurück‑, zusammenstoßen | stößt ab                | stieß ab                   | abgestoßen            |                       |

### ä - i(e) - ă
| Infinitiv Präsens                 | Infinitiv Präsens | 3. Pers. Sg. Ind. Präs.                    | 1./3. Pers. Sg. Ind. Prät.     | Partizip II                   | Kommentar, Bedeutung |
| --------------------------------- | --- | ------------------------------------------ | ------------------------------ | ----------------------------- | --- |
| fallen                            | fallen | fällt                                      | fiel                           | gefallen                      | |
|                                   | befallen ebenso: ent‑, ge‑, über‑, ver‑, zerfallen | befällt                                    | befiel                         | befallen                      | |
|                                   | missfallen/(veralt.: missgefallen) | missfällt/(veralt.: missgefällt)           | missfiel/(veralt.: missgefiel) | missgefallen/missfallen       | |
|                                   | abfallen ebenso: an‑, auf‑, aus‑, bei‑, dahin‑, darüber‑, darunter‑, durch‑, ein‑, fort‑, her‑, herab‑, heraus‑, herein‑, herunter‑, hin‑, hinab‑, hinein‑, nieder‑, quer‑, um‑, vor‑, vornüber, weg‑, weiter‑, zu‑, zurück‑, zusammenfallen | fällt ab                                   | fiel ab                        | abgefallen                    | |
|                                   | aber schwach: [verunfallen] | [verunfallt]                               | [verunfallte]                  | [verunfallt]                  | |
| fangen/(altertüm.: fahen)         | fangen/(altertüm.: fahen) | fängt/(altertüm.: faht)                    | fing                           | gefangen                      | |
|                                   | befangen ebenso: emp‑, um‑, unter‑, verfangen | befängt                                    | befing                         | befangen                      | |
|                                   | abfangen ebenso: an‑, auf‑, ein‑, mit‑, wiederfangen | fängt ab                                   | fing ab                        | abgefangen                    | |
| halten                            | halten | hält/(veralt.: [haltet])                   | hielt                          | gehalten                      | |
|                                   | behalten ebenso: ent‑, er‑, unter‑, verhalten | behält                                     | behielt                        | behalten                      | |
|                                   | abbehalten ebenso: an-, auf-, bei-, ein-, vor-, zurückbehalten | behält ab                                  | behielt ab                     | abbehalten                    | |
|                                   | abhalten ebenso: an‑, auf‑, aus‑, auseinander-, bereit‑, dafür‑, dagegen‑, daran‑, dicht‑, durch‑, ein‑, entgegen‑, feil‑, fern‑, fest‑, frei‑, frisch‑, gefangen‑, gegen‑, her‑, heraus‑, hin‑, hinein‑, hintan‑, hoch‑, inne‑, kurz‑, mit‑, nach‑, nieder‑, offen‑, sauber‑, schief‑, steif‑, still‑, vor‑, wach‑, warm‑, zu‑, zurück‑, zusammenhalten | hält ab                                    | hielt ab                       | abgehalten                    | |
| hangen/[hängen]/(vereinz.: hahen) | hangen/[hängen]/(vereinz.: hahen) | hängt/(veralt.: [hanget])/(vereinz.: haht) | hing                           | gehangen                      | intransitiv; mit grammatischem Wechsel |
|                                   | überhangen/[überhängen] | überhängt                                  | überhing                       | überhangen                    | |
|                                   | abhangen/[abhängen] ebenso: an‑, aus‑, da‑, durch‑, herab‑, heraus‑, herum‑, herunter‑, nach‑, über‑, weiterhangen/-hängen | hängt ab                                   | hing ab                        | abgehangen                    | |
| lassen                            | lassen | lässt                                      | ließ                           | gelassen/(aux. meist: lassen) | |
|                                   | belassen ebenso: ent‑, er‑, hinter‑, über‑, unter‑, ver‑, zerlassen | belässt                                    | beließ                         | belassen                      | |
|                                   | ablassen ebenso: ader‑, an‑, auf‑, aus‑, da‑, davon‑, durch‑, ein‑, fahren‑, fallen‑, fort‑, frei‑, heim‑, her‑, herab‑, heran‑, herauf‑, heraus‑, herbei‑, herunter‑, hin‑, hinauf‑, hinaus‑, hinein‑, hoch‑, los‑, mit‑, nach‑, (sich) nieder‑, stecken‑, übrig‑, vor‑, vorbei‑, weg‑, weiter‑, zu‑, zurücklassen                                      | lässt ab                                   | ließ ab                        | abgelassen                    | |
| salzen                            | salzen | [salzt]                                    | [salzte]                       | gesalzen                      | |
|                                   | versalzen | [versalzt]                                 | [versalzte]                    | versalzen                     | |
|                                   | einsalzen ebenso: nachsalzen | [salzt] ein                                | [salzte] ein                   | eingesalzen                   | |
| schalten                          | schalten | [schaltet]/schält                          | [schaltete]/schielt            | [geschaltet]/geschalten       | ursprünglich starkes Verb, heute nur noch in manchen Regionen (insbesondere Süddeutschland) stark. Besonders die standardsprachlich nicht korrekte Form geschalten ist noch gebräuchlich. |
|                                   | beschalten ebenso: verschalten | [beschaltet]/beschält                      | [beschaltete]/beschielt        | [beschaltet]/beschalten       | |
|                                   | abschalten ebenso: ab‑, an‑, auf‑, aus‑, dazwischen‑, durch‑, ein‑, frei‑, gleich‑, herauf‑, herunter‑, hinauf‑, hintereinander‑, hinunter‑, hoch‑, nach‑, nebeneinander‑, neben‑, parallel‑, rauf‑, um‑, vor‑, zurück‑, zusammen‑, zu‑, zwischenschalten                                                                                                | [schaltet an]/schält an                    | [schaltete an]/schielt an      | [angeschaltet]/angeschalten   | |
| spalten                           | spalten | [spaltet]                                  | [spaltete]                     | gespalten/[gespaltet]         | |
|                                   | zerspalten | [zerspaltet]                               | [zerspaltete]                  | zerspalten/[gespaltet]        | |
|                                   | abspalten ebenso: auf‑, entzweispalten | [spaltet] ab                               | [spaltete] ab                  | abgespalten/[abgespaltet]     | |

### u - ie - u
| Infinitiv Präsens | Infinitiv Präsens | 3. Pers. Sg. Ind. Präs. | 1./3. Pers. Sg. Ind. Prät. | Partizip II | Kommentar, Bedeutung |
| ----------------- | --- | ----------------------- | -------------------------- | ----------- | -------------------- |
| rufen             | rufen | ruft                    | rief/(veralt.: [rufte])    | gerufen     |                      |
|                   | berufen ebenso: ver‑, widerrufen | beruft                  | berief                     | berufen     |                      |
|                   | abberufen ebenso: einberufen | beruft ab               | berief ab                  | abberufen   |                      |
|                   | abrufen ebenso: an‑, auf‑, aus‑, dazwischen‑, fort‑, heim‑, her‑, herbei‑, herein‑, hervor‑, hoch‑, los‑, nach‑, nieder‑, wach‑, weg‑, weiter‑, zu‑, zurück‑, zusammenrufen | ruft ab                 | rief ab                    | abgerufen   |                      |

### ä - ie - ā
| Infinitiv Präsens | Infinitiv Präsens | 3. Pers. Sg. Ind. Präs.       | 1./3. Pers. Sg. Ind. Prät.     | Partizip II               | Kommentar, Bedeutung |
| ----------------- | --- | ----------------------------- | ------------------------------ | ------------------------- | -------------------- |
| blasen            | blasen | bläst/(veralt: [blaset])      | blies                          | geblasen                  |                      |
|                   | umblasen ebenso: ver‑, zerblasen | umbläst                       | umblies                        | umblasen                  |                      |
|                   | abblasen ebenso: an‑, auf‑, aus‑, durch‑, ein‑, fort‑, her‑, hin‑, hoch‑, los‑, mit‑, um‑, weg‑, weiter‑, zu‑, zurück‑, zusammenblasen | bläst ab                      | blies ab                       | abgeblasen                |                      |
| braten            | braten | brät/(veralt.: [bratet])      | briet                          | gebraten                  |                      |
|                   | überbraten ebenso: verbraten | überbrät                      | überbriet                      | überbraten                |                      |
|                   | abbraten ebenso: an‑, durch‑, überbraten                                                                                               | brät ab                       | briet ab                       | abgebraten                |                      |
| mahlen            | mahlen | [mahlt]                       | [mahlte]                       | gemahlen                  |                      |
|                   | vermahlen ebenso: zermahlen | [vermahlt]                    | [vermahlte]                    | vermahlen                 |                      |
| raten             | raten | rät/(veralt.: [ratet])        | riet                           | geraten                   |                      |
|                   | beraten ebenso: ent‑, er‑, ge‑, verraten                                                                                               | berät                         | beriet                         | beraten                   |                      |
|                   | durcheinandergeraten ebenso: hineingeraten                                                                                             | gerät durcheinander           | geriet durcheinander           | durcheinandergeraten      |                      |
|                   | missraten/(veralt.: missgeraten) | missrät/(veralt.: missgerät)  | missriet/(veralt.: missgeriet) | missgeraten/missraten     |                      |
|                   | abraten ebenso: an‑, los‑, mit‑, weiter‑, zusammenraten                                                                                | rät ab                        | riet ab                        | abgeraten                 |                      |
|                   | aber schwach: [heiraten]/[heuraten] | [heiratet]/[heuratet]         | [heiratete]/[heuratete]        | [geheiratet]/[geheuratet] |                      |
| schlafen          | schlafen | schläft/(veralt.: [schlafet]) | schlief                        | geschlafen                |                      |
|                   | beschlafen ebenso: ent‑, über‑, verschlafen                                                                                            | beschläft                     | beschlief                      | beschlafen                |                      |
|                   | ausschlafen ebenso: durch‑, ein‑, nach‑, vor‑, weiterschlafen                                                                          | schläft aus                   | schlief aus                    | ausgeschlafen             |                      |

### Reduplikation des Anlautkonsonanten im Präteritum noch vorhanden
| Infinitiv Präsens | Infinitiv Präsens | 3. Pers. Sg. Ind. Präs. | 1./3. Pers. Sg. Ind. Prät. | Partizip II | Kommentar, Bedeutung |
| ----------------- | --- | ----------------------- | -------------------------- | ----------- | -------------------- |
| tun               | tun | tut                     | tat/(altertüm.: tet/tät)   | getan       |                      |
|                   | vertun | vertut                  | vertat                     | vertan      |                      |
|                   | abtun ebenso: an‑, auf‑, bei‑, dar‑, dazu‑, fort‑, gleich‑, groß‑, gut‑, hervor‑, hin‑, leid‑, mit‑, schön‑, übel‑, um‑, weg‑, weh‑, weiter‑, wohl‑, zu‑, zurück‑, zusammen‑, zuvortun | tut ab                  | tat ab                     | abgetan     |                      |